# 東部占領地域省
帝国東部占領地域省（ていこくとうぶせんりょうちいきしょう、ドイツ語: Reichsministerium für die besetzten Ostgebiete）は、1941年7月17日にナチ党政権下のドイツ国政府が設立した、東部占領地域を統括した省庁である。

## 概要

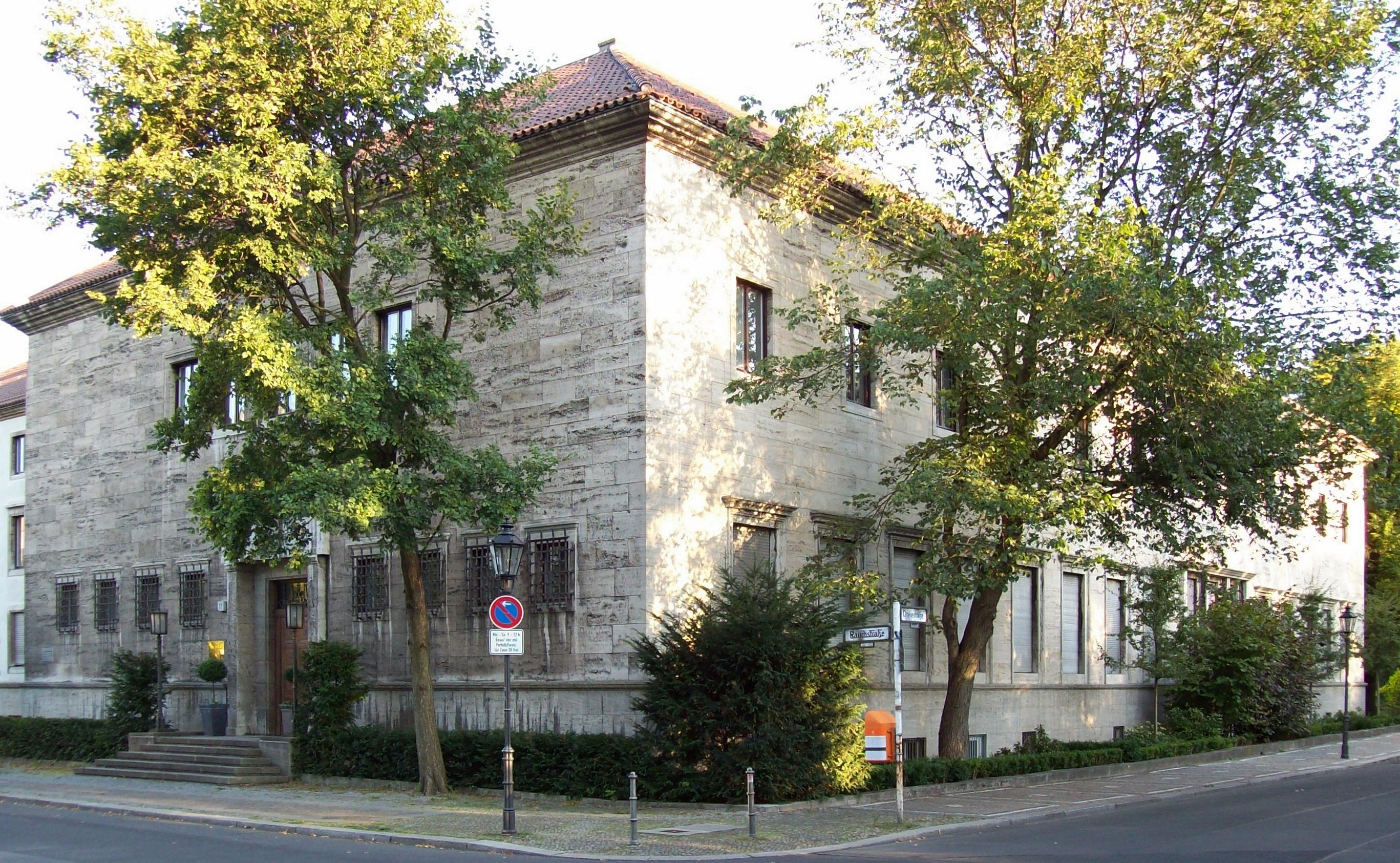
ティーアガルデン地区ラウフ通り17/18番地にある元在独ユーゴスラビア大使館の建物。東部占領地域省が最初に設置された。

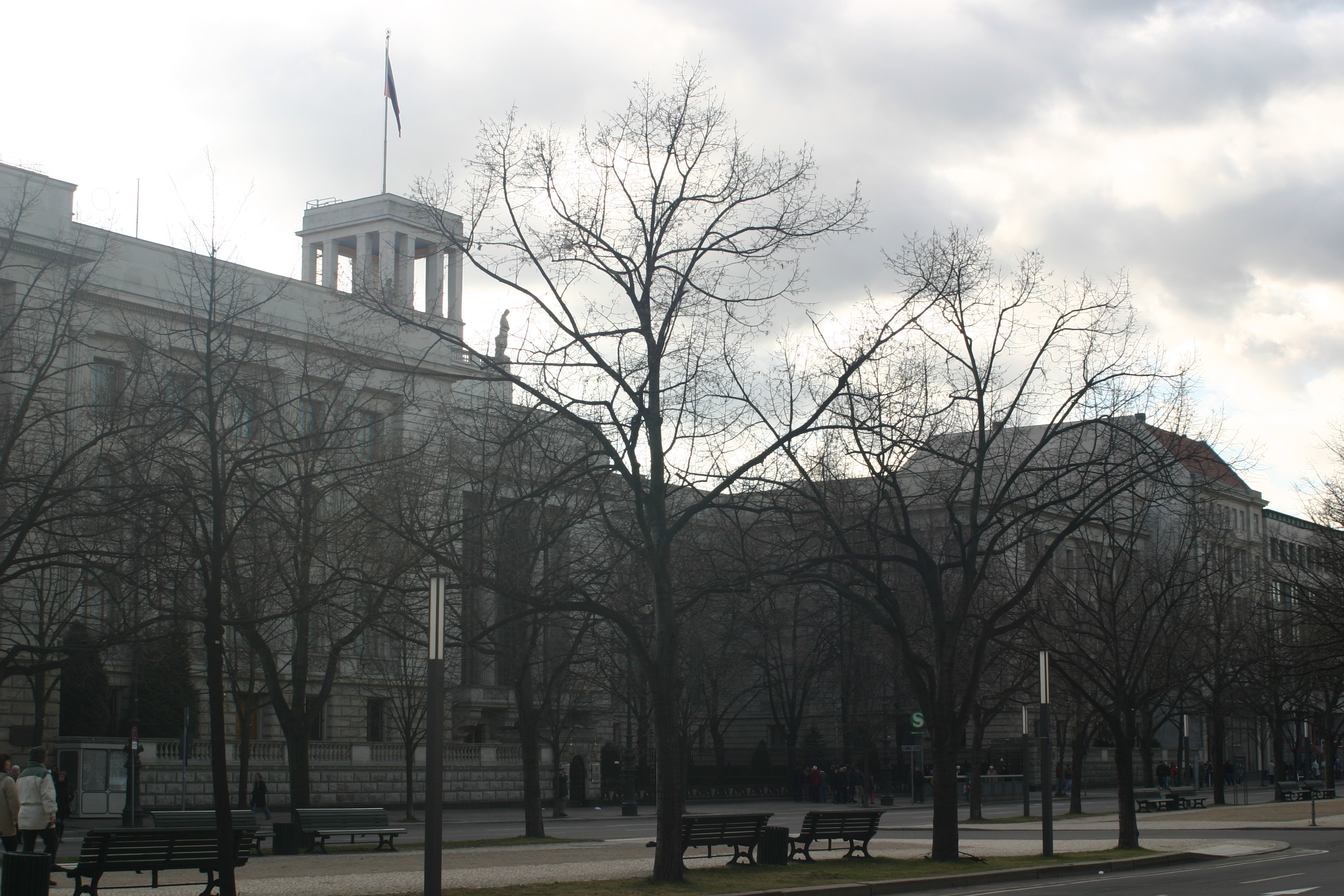
1942年に東部占領地域省が接収した旧ソビエト大使館跡（ウンター・デン・リンデン63番地）に立つ在独ロシア大使館。

東部占領地域省(Reichsministerium für die besetzten Ostgebiete、以下RMfdbOと表記)は、東部省とも呼ばれ、第二次世界大戦中の1941年から1945年までの間、ドイツ国防軍が占領したバルト三国とソ連に対して、国民社会主義の文民行政を執行する中央機関であった。東部占領地域省は、ナチス党の主席思想家であるアルフレート・ローゼンベルクが大臣を務め、東部市域とウクライナの東部総合計画に含まれ、人種イデオロギーに基づく国家秩序を形成した。同省の主要目標は、占領した東部地域を政治面でのゲルマン化を図りつつ、同時に東欧ユダヤ人の絶滅を遂行することであった。T4作戦への参加を皮切りに、東部占領地域省は、RSHA、司法省、外務省と並んで、戦争中のユダヤ人絶滅に関わったナチス党の中央機関となった。同省は、1941年ベルリンのティーアガルデン地区ラウフ通り17/18番地に設立された。

## 設立前史

### ナチス幹部内での設立構想
1941年3月3日、ヒトラーは国防軍最高司令部に対して、初めて東部占領地域省の設立計画があることを発表した。この発表は、バルバロッサ作戦の計画について、ヴィルヘルム・カイテルと打ち合わせていた時に行われていた。
ヒトラーは、占領した東部地域の行政を軍に任せるのは難しいと考えていた。1941年3月26日、ラインハルト・ハイドリヒは、国家元帥であるヘルマン・ゲーリングとの対談についてメモを残している。ハイドリヒのメモには、「私（ハイドリヒ）は、ゲーリング閣下にユダヤ人問題に関して、簡潔に報告を行ない、私の草案を提出した。ゲーリング閣下は、一点変更を命じた。その変更点は、ローゼンベルクの職責に関してであり、それを変更の上再提出を命じた。」。このことから、この時点で既にローゼンベルクが東部占領地域を主管するとされていたことがうかがえる。また、このメモの日付は、ローゼンベルクがフランクフルト・アム・マインに、『高等教育機関』の第一部門である、『ユダヤ人問題研究所(IEJ)』を設立した日付と一致する。同研究所の開所式では、ハイドリヒのメモではユダヤ人問題の解決ではなく、終末論的な『(ユダヤ人問題の)最終的解決』という言葉が既に使われていた。クラウス・シッケルトは、南東欧のユダヤ法に関するIEJの記事の中で、3日間の祝賀会中に次のように表した。「状況はますますスピードを上げて、最終的解決に向かって進んでいる。」。そして1941年3月29日、アルフレート・ローゼンベルクは、フェルキッシャー・ベオバハター紙に、「ヨーロッパのユダヤ人問題は、最後のユダヤ人がヨーロッパ大陸から去った時に初めて解決されるであろう。」という発言が掲載されている。東部占領地域省の最初の2ヶ月間、ナチス党の指導者は、『ユダヤ人問題の最終的解決』という、ぼかした表現を初めて使用した。こうして、東欧地域における、全ての『措置』については、ローゼンベルクと協議することが通達された。
1941年4月2日、ソ連侵攻への準備が進む最中、ローゼンベルクとヒトラーの間で対談が行われた。ローゼンベルクはこの時の会話を次のように日記に記している。「『ローゼンベルクよ！今こそ君の出番がやってきたぞ！』、総統のこの言葉で2時間にわたる対談は終わった。(中略)総統は、今後東部においての展開を詳しく説明された。これについては、私は日記に書きたくない。（中略）総統は私に、緊張下にあるソ連軍とその人間の 精神状態や、ソ連におけるユダヤ人の数について、お尋ねになられた。（中略）そして、総統は最後にこう言い残した。「ソ連関連の問題については、私としては、君が省を設立し、引き継いでもらいたい。全方向へのガイドラインを策定せよ。金のことは気にするな。
ヒトラーは、ローゼンベルクがIEJ開設式でユダヤ人の「遠方居留地」についてスピーチをしてから、5日後に、「東部における活動のための中央政治局」の設置を命じており、設置に当たっては、その時点では、非公式ではあるが、『東部占領地域大臣』の肩書で、ローゼンベルクが設置責任者を務めていた。

### 人員募集と省本部の建設
東部占領地域省設立にあたって、ローゼンベルクは、組織運営が難しいことを部分的には理解していた。1941年4月11日、ローゼンベルクは日記に、ソ連との戦争が予期されることから、自分の省に適切な人材が不足するであろうと記している。ローゼンベルクの事務所には、3,000人のロシア通が集められたが、それらが本当に適した人材であるか否かはわからなかった。1941年4月20日、ローゼンベルクはヒトラーより、東部総合計画を想定し、東部地域の中心的問題を取り扱うよう極秘指令を受けた。同日、ローゼンベルクの事務所は、ヒトラーの命令により、『東欧地域問題中央処理事務所』という名称が付与された。
ナチスによって提案された名称は、つまり、東部占領地域政策がローゼンベルクとその部下に帰属するということを示していた。
RMfbdOの設立時点では、ローゼンベルクの対外政策局と北欧協会(de:Nordische Gesellschaft)から職員を引き抜いた。RmfbdOのソ連の専門家には、ヨアヒム・フォン・リッベントロップ率いる、リッベントロップ事務所の者もいた。1941年4月21日には、総統官邸から、ナチス関係各局の最高責任者の引き抜きについて許諾を得ており、それには、外務省、OKW(国防軍最高司令部)、四カ年計画の当局、帝国経済省の代表者が含まれていた。しかし、ローゼンベルクは、結局のところ、これらの組織から人員を引き抜くことは許されなかった。
人員が必要であったため、当初は、ベルリンのマルガレーテン通り17番地のナチス対外政策局の建物が、RMfbdOの本部として使われ、それまで対外政策局の全ての事務所(ゲオルク・ライプブラントが局長を務める東部局とヴァルター・マレトケが局長を務める対外貿易局を除いて)は、ビスマルク通り1番地のローゼンベルク事務所の建物に統合された。
1941年5月5日、仕事場の面積を追加するため、ローゼンベルクは、ベルリンのラウフ通り17/18番地にあったユーゴスラビア大使館を接収した。1941年7月末、リーツェンブルガー通り11番地にあった、ソ連商務部の建物を接収した。1942年7月には、ソ連侵攻1周年を記念して、ウンター・デン・リンデンの63番地のソ連大使館もRmfdbOのオフィスとして接収された。
1941年4月7日の覚書では、ローゼンベルクは人事組織の予定と、占領予定の東部領土の組織構成について記述がなされている。ローゼンベルクはアルフレート・マイヤーを、現地の帝国委員会に任命することを想定していた 1941年4月の時点で、マイヤーは、ローゼンベルクの常任代表理事であり、東部占領地域省の次官となった。

## 政治目標

### ユダヤ人問題の解決
歴史家のマンフレート・ヴァイスベッカーは、1941年4月20日のローゼンベルクとヒトラーとの会話について、差し迫ったソ連との戦争を予期して、「国家社会主義者の反ボルシェヴィズムと反ユダヤ主義の最も極端で過激な形態」が今求められており、ローゼンベルクの大臣任命はそれゆえに適していたと書いている。 そして、ローゼンベルクの伝記作家であるエルンスト・パイパーは、「1941年の年表を紐解くと、ソ連に対する攻撃の準備と実行、ユダヤ人の大量絶滅の第一段階、そしてアルフレート・ローゼンベルクがどの程度関わっていたかを示すことができる」と書いている。
1941年4月29日、ローゼンベルクは、新たに占領される東部領土に関して、「ユダヤ人問題の一般的処理が必要であり、その一時的な過渡的解決策（ユダヤ人の強制労働、ゲットー化など）を決定しなければならない」と書いている。
これに先立って、ゲッティンゲン大学のペーター・ハインツ・セラフィムも出席して、「ユダヤ人問題研究所」の会議が開かれた。セラフィムは、ドイツのユダヤ人ゲットーは長期的には解決策にならないと宣言していた。
計画は、ユダヤ人の集団を新しい東部領土に強制送還するというものであった。ローゼンベルクが以前に打ち出した「一時的な過渡的解決策」は、わずか数日後にローゼンベルクによって具体化された。
1941年5月7日、ヒトラーはウクライナ総司令官に次のように指示した。「ユダヤ人問題は、すべての公職からユダヤ人を追放することが自明となった後、ゲットーの設置によって決定的な解決策を講じることになる」。
1941年9月18日、ヒトラーは東方追放計画に戻り、できるだけ早く「旧帝国」と「西から東への保護領」をユダヤ人から「空っぽにして解放」しなければならないと述べた。

### ゲルマン化
ユダヤ人絶滅の開始と並行して、ローゼンベルクは、戦前より東部における宗教政策や、ローゼンベルク独自の人種イデオロギーによる、教会に対する政策の構築に力を注いでいた。
5月8日、ローゼンベルクは、高等弁務官任官予定者に対しての指令を作成した。これらの指令には、「教会政策について述べると、信仰の自由は、国家の義務を負うことなく寛容勅令によって保証することができる」としていた。ヒトラーはこの時点では、ローゼンベルクの教会政策を支持していた。この勅令は1941年12月に発効された。ローゼンベルクは、教会組織だけでなく、キリスト教勢力を恐れていた。ローゼンベルクは彼ら教会組織に寛容さを求めたのであって、その逆ではなかった。彼の著作物「20世紀の神話」の副題にもある通り、東部では人種信仰の側面である「魂と精神の闘争」の始まろうとしていた。将来定義されるアーリア人としてゲルマン化されることを臨まない者は、寛容とは言えないが移住されることとなっていた。そして、ローゼンベルクは指令にこう書いていた。「文化政策に関しては、ナチスドイツは、多くの領域において、国民の文化と科学を促進し、調整することができる。一部の地域では、移住ないし追放が実行されなくてはならない」。模範とされた考え方として、1941年には既に巨大プロジェクトとして、リッターブッシュ活動があり、ナチスドイツと生存圏の闘争のもとに、東部地域の多くの研究者が人文科学を戦争に利用したものである。

### 戦争経済
ソ連侵攻の2日前の1941年6月20日、ローゼンベルクは、RmfdbOの職員に対して、「ウクライナではロシア系住民に対しては移住という困難ではあるが必要な措置がある」と演説した。そして、「この移住については、国民社会主義の強固な気骨が必要とされるが、あらゆる感情を抜きにした強い必然性が求められ、そして、我々は、これら余剰地域のロシア人の扶養義務は考えていない。」とも話した。
ローゼンベルクは演説の中で、ゲルマン化を念頭に置いてはいたが、自身の人種イデオロギーにおいて、ロシアのアーリア人の殺害は考慮せず、最初の数年間は、圧倒的な力で持っての征服に依拠していた。「間違いなく、大規模な強制移住が必要であろうし、ロシア人は非常に厳しい歳月を過ごすことになるであろう」。
戦争経済の側面に関しては、東部省は当初の形成過程を鑑みると調整上の問題はなかった。1941年6月初旬、軍需大臣として戦争経済の一部を担当していたフリッツ・トートがローゼンベルクを訪ねた。戦後の1946年、ローゼンベルクは、この時を振り返り、調整は双方にとって満足ゆくものであったと記している。トートとローゼンベルクとの議題は、東部に対しての技術者の使用可否であった。1941年7月4日、ローゼベルクの代理人が、ソ連軍の戦争捕虜の使役と労務作業範囲について交渉を行なった。ローゼンベルクの代理人の報告書は以下の通り。「クロル博士の紹介後、捕虜部門のブライヤーより、総統閣下は、ソ連軍の戦争捕虜を帝国内で労働力として使用することを禁じていると説明があった。しかし、それについては、緩和されると思われる。」。そして、会議責任者はソ連軍の戦争捕虜を帝国内で労働奉仕させることについて、全官庁関係者が支持すると述べて会議を締めた。この会議の参加者はローゼンベルクの東部占領地域省、四カ年計画の責任者ヘルマン・ゲーリング、労働省、食糧省であった。

### 宥和政策
RmfbdOは、ユダヤ人絶滅と戦争経済を担い、かたやゲルマン化を図るという関係の中で、常時新しい国家秩序を正当性することを念頭に置いていた。このため、占領軍としてのドイツが、一般市民に対して、公共で暴力行為をすることは、否定的な評価をもたらすため、可能な限り避ける必要があった。RmfdbOのイデオロギー的観点からすると、戦争という行為は、敵国家に対して行なわれたのではなく、時代遅れと見なしていたキリスト教などの宗教全般、とりわけ、ユダヤ人ボリシェヴィズムに対して行なわれたとしている。RmfbdOの人種的イデオロギーに従えば、戦争は征服するための暴力的な手段ではなく、現地住民の解放へとつながる慈悲的な手段として捉えていた。つまり、この観点の立場からすると、人種的に『北欧人』と規定された住民の一部はゲルマン化され、不安要素は無くなるということになった。このように、1941年5月13日、占領予定のソ連領内では、『敵の民間人による犯罪』については、ドイツ国防軍の司法制度によって処罰されることはなく、別途設置される法廷にて処罰されることが事前に決定していた。RmfbdOの宥和政策に関しては、ハインリヒ・ヒムラー率いるRSHAとの間で、東部総合計画を共同して行なうことについて全会一致で決定されたにもかかわらず、独ソ戦開戦後の最初の数カ月間の内に衝突が発生した。それは、RmfbdOは宥和政策を取っていたが、現場では、戦争という現実によって衝突が生じたのである。ラインハルト・ハイドリヒは、独ソ戦開戦直後、占領した東部領土について、ローゼンベルクの宥和政策に関わった。ローゼンベルクが1941年6月28日に、ヒトラーに東部領土の準備作業について報告書を提出した後、ハイドリヒは、その1日後に、既に口頭命令による『浄化政策』、つまりはユダヤ人に対するポグロムを推進する命令について、アインザッツグルッペンの指揮官に手紙を書いた。ハイドリヒの指令は、「新たに占領予定である領土において、反共産主義的または反ユダヤの浄化作用は妨げられるものではなく、むしろ痕跡を残さず、発動し、必要に応じて強化し、あるべき方向へと誘導される」ことになっていた。独ソ戦開戦と同時に、東部で始まったアインザッツグルッペンによる虐殺は、とりわけ、RSHA(国家保安本部)　がまとめた、ソ連の事件報告書によってまとめられている。それによれば数十万人が虐殺され、その内90 %はユダヤ人であった。

## ローゼンべルクの東方政策

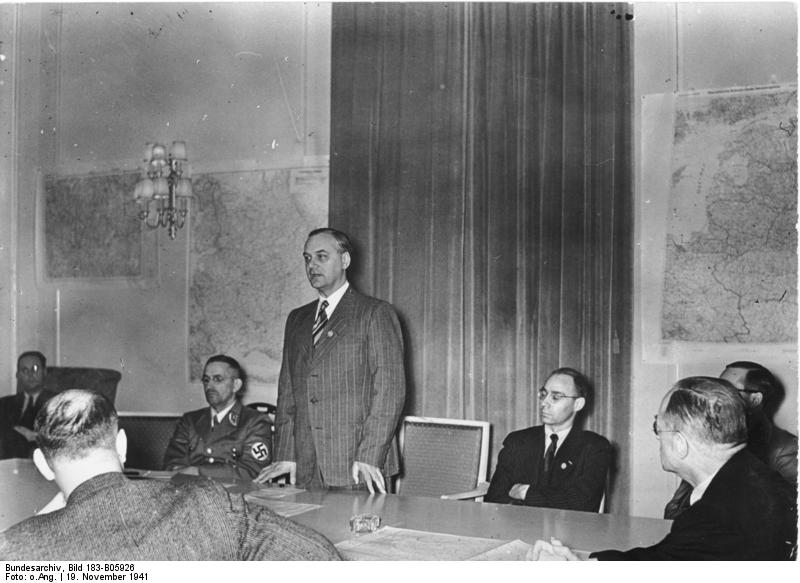
記者会見するローゼンベルク。左側にアルフレート・マイヤー。

ローゼンベルクは既に1941年3月時点で事実上「東部占領地域大臣」であったが、任命に関しては、狼の巣でヒトラーらと昼食をとった時の1941年7月16日のことであった。その昼食会には、カール・ブラント、ヒムラー、オットー・ブロイティガム（RmfdbOの職員）も出席していた。この時の議事録からわかるように、ヒトラーは東部領土については、「東部という巨大なケーキを我々の意に添うように分割する。第一に支配し、第二に管理を行ない、そして最後に搾取を行なう」という仕事に取り組むことになるだろうと説明した。ローゼンベルクはヒトラーに対して、冷酷無比な行動を起こすだろうとほのめかしていた。ローゼンベルクは昼食会の中で、バルト三国、ヴォルガ・ドイツ地方、クリミア、南コーカサス地方の併合という政治目標を打ち出した。これらに対して、獲得した領土の支配、捕虜の奴隷労働、領土の管理、搾取政策、ゲルマン化と同時に、治安の維持のために、ユダヤ人の迫害や障害物となる者の抹殺を含む厳格な方法で実行することになっていた。ローゼンベルクは遺書で、自身が目指した絶滅政策について悔恨の念を述べている。遺書には、「東部での銃殺などの行為は、総統の意を汲んだ命令であると思慮せずに、共産主義者の抵抗を抑えるために必要な初動措置で、局地的に起きていた侵害行為であると考えていた」。1941年7月17日、ローゼンベルクは東部占領地域大臣を拝命した。総統命令によって、同日ローゼンベルクは東部占領地域大臣に就任したが、対外的には公表されず、ヒトラーとヒトラーの側近だけが知っていた。アンドレアス・ツェルフーバーが述べているように、ローゼンベルクが東部占領地域大臣に任命されたことは、1920年代に起草していたイデオロギー的な『計画』を実現する頃合いになったと述べている。RmfdbOは、占領した東部領土においての行政、司法を担当することとなった。文書では、東部占領地域省は、『新たに占領した東部領土においての公共の秩序と公共の生活、これらの回復と維持に努めること』を任務としていた。同日、ローゼンベルクは東部領土に対しての法令を起草した。この法令では、東部で非ドイツ人による犯罪に対しての裁判所の設立が含まれていた。裁判所は警察官又はSS指導者によって開廷され、控訴権もなく死刑を科したり、財産没収の権限を持っていた。ただし、行政委員には判決の修正権利があった。こうして、SSと法廷の決定は、RmfdbOの代理人の権限に服することになった。

### 特別委員の公職任命
組織作りと同時に1940年夏以降に東部領土を占領するにあたっての新しい政治的秩序を建設するための処置が文書にて具体化された。1941年3月13日、OKWからの指令No.21の特別命令の方針が交付され、北方軍集団、中央軍集団、南方軍集団、バルト三国、白ロシア、ウクライナこれら占領区域の後方において三つの帝国委員会が設置されることとなった。指令No.21では、文民政府を確立するために帝国委員が政治的並びに行政的指導を引き継がなければならないことを規定し、一方で国防軍司令官は当該地域の領土の軍事的安全のために配置されることとなっていた。
ローゼンベルクは、1941年4月7日、そして5月から6月にかけて、人員に関する最初の一連の提案を行なった。オストラント帝国委員会には、北欧協会との長年の連絡員を務めていたヒンリヒ・ローゼを占領地担当国家弁務官に起用予定であった。ウクライナ帝国委員会には、当初は、長年の知己であったアルノ・シッケダンツを起用予定だったが、後にヘルベルト・バッケを任命する想定であった。ローゼンベルクは、その他、3つの帝国委員会の創設も検討した。すなわち、エーリヒ・コッホが委員長を務めるモスクワ帝国委員会、ヘルベルト・バッケが委員長を務めるコーカサス帝国委員会、ディートリヒ・クラゲスが委員長を務めるドン・ヴォルガ帝国委員会である。しかし、ドン・ヴォルガ帝国委員会は、5月から6月にかけて設立は断念されていた。1941年7月16日、ヒトラー、ローゼンベルク、ヘルマン・ゲーリング（四カ年計画全権委任者）が、委員長の任命について議論を行なった。ローゼンベルクは、フリッツ・ザウケルをウクライナの占領地担当国家弁務官に任命するという提案をしたが、ゲーリングとヒトラーによって反対された。ゲーリングとヒトラーは、エーリヒ・コッホを信用していた。ヒトラーは、オストラント帝国委員会の委員長はヒンリヒ・ローゼが適任と考え、この点ではローゼンベルクを支持したが、しかし、ザウケルの任命についてはそうはならなかった。翌日、1941年7月17日、決定が下された。ヒンリヒ・ローゼはオストラント帝国委員会の占領地担当国家弁務官に任命され、エーリヒ・コッホがウクライナ帝国委員会の占領地担当国家弁務官に任命された。ニュルンベルク裁判中、ローゼンベルクは、コッホがウクライナ帝国委員会の委員長に任命されたことと、ザウケルを任命したかったという提案については、「残念ながら、私の提案は却下され、総統閣下は、ナチスドイツに不利益をもたらす形になり、エーリヒ・コッホ任命についてゲーリングの提案を受け入れてしまった」と悔恨の念を込めて書いている。ローゼンベルクが、ヒンリヒ・ローゼを推薦した理由としては、次にように説明している。「私は、ヒンリヒ・ローゼは落ち着いて堅実な印象を持っていた。私との関係も良好だと感じていた。ヒンリヒ・ローゼは、『私はあなたの政治面での反響を呼ぶ存在になりたい』と主張していた」。

## 帝国委員会の設立
帝国委員会の設置に関する、より厳密な規定は、1941年7月17日、「新たに占領した東部領土管理に関する総統令」によって制定された（当時は非公開）。この総統令は、戦闘行為終結後、行政業務は軍政部からRmfdbO管轄の文民行政に移行されると規定されていた。またRmfdbO傘下の帝国委員会は、それぞれの一般地区に委員長を置き、さらに地域委員が置かれる地区に分割されることになっていた。さらに、いくつかの地区を一つの主要地区（最高委員が率いる）に統合することができると規定されていた。しかし、この総統令には、RMfdbOに対しての制限がいくつか含まれていた。第一に、ヒトラーは、帝国委員並びに一般委員の任命権を保持し、第二に、条例第3条によると、「四か年計画委員」（ゲーリングのこと、1941年6月29日の総統令より）、親衛隊全国指導者並びにドイツ警察長官（ヒムラーのこと、1941年7月17日の総統令より）に対する規定が含められていたが、これらはRMfdbOの権限の埒外であった。この規定によって、東部占領地域省は、その管轄下にある帝国委員に指令を出す権利が事実上制限されていた。この政令は次のように述べている。『帝国委員は、第3条が適用されない限り、東部占領地域大臣（ローゼンベルクのこと）に従属し、専任的に大臣より指示を受ける』。そして、同日の『新たに占領した東部領土の警察保安法令』によって、ヒムラーはいつでも親衛隊と警察に対して、介入する権限を有していた。さらに、1941年6月29日の法令は、ドイツの戦争経済を拡大するために、ゲーリングにも広範囲に介入する権限を与えていた。つまり、RmfdbOは、ナチスドイツの最高当局と緊密な連携を取り続ける必要があった。異なる目的によって対立する可能性が生じた際には、マルティン・ボルマンかハンス・ハインリヒ・ラマースにヒトラーの決定を求めなければならなかった。このように、交付された法令によって、RmfbdOの利害は、軍(OKW、OKH)、戦争経済部門(ゲーリングや、フリッツ・トート)、RSHAと警察部門（ヒムラー）、国民啓蒙・宣伝省（ヨーゼフ・ゲッベルス）と相反していた。
1941年7月16日の対談の結果、ヒトラーの直接命令の結果、ヒムラーは率先してユダヤ人の殺害拡大の主導権を握った。ローゼンベルクは、東部占領地域大臣に任命され、ヒムラーによる布告まで、ナチスドイツはテロリスト的な性質の殺人作戦を実施していたが、こうして今や大量虐殺計画が大規模に始まった。設立された2つの帝国委員会の内、「オストラント」のアインザッツグルッペンAとB、および「ウクライナ」のアインザッツグルッペンCとDが、文民行政の知識に基づいて活動しており、しばしば、意図的にたきつけたポグロムを通じて、地元住民の支持を得て活動していた。こうして、これらの地域のユダヤ人のほとんどが1943年までに殺害されていた。大量虐殺は支持を受け、1943年の夏には、最後のユダヤ人ゲットーが解体された。この辺りについては、ローゼンベルクと帝国委員そしてヒムラーの利害は一致していた。1941年7月20日、ローゼンベルクはいわゆる『ブラウンフォルダ』を発行し、そこにはRmfdbOから帝国委員への一般的な委任目標が記載されていた。ローゼンベルクはオストラントについてはこう記載している。「エストニア、ラトビア、リトアニア、白ロシアにおける帝国委員の任務は、これらをドイツ保護領とすべく、人種的に可能な要素についてはゲルマン化し、ドイツ人の入植化、および望ましくない者は再定住をすることで、この地域を大ドイツ帝国の一部としなければならない」。

## 戦争と虐殺

### ヨーロッパのゲルマン化と戦争経済
RmfdbOは、常に戦場の最新情報を入手していた。1941年7月、ローゼンベルクは副官ヴェルナー・ケッペンを狼の巣に派遣し、1942年3月まで駐在させた。この駐在目的は、東部大臣のローゼンベルクが直接ヒトラーにメモや提案内容を伝えることができるようにするためであり、ローゼンベルクが総統本部でどのような議論が行われているのかを知るためであった。ケッペンの報告内容は、東部におけるドイツの計画、ソ連と同国の国民に関するものであり、これはローゼンベルクにとっては重要であった。総統本部に、直接提案内容を送付できるようになっていたため、RmfdbOは戦争政策の決定、特にナチスのゲルマン化に対する検討に関して、直接関与していた。ヒトラーはこの点については、ローゼンベルクの専門知識を信頼していた。
1941年9月17日、RMfdbOは、占領した東部領土の人種的・宗教的ゲルマン化という目標達成のために、ヒトラーに注目された。ローゼンベルクは、副官のケッペンにソ連における、ドイツ人入植に関しての論文をヒトラーに提出させ、ケッペンは、この論文にヒトラーは特に興味を持っていたと述べた。ヒトラーは、エーリヒ・コッホが総統本部に現れる前日にこの文書を受け取り、ソ連軍に対しての軍事的勝利を得た後という条件で計画されていた全ヨーロッパのユダヤ人を占領下の東部領土へと追放する命令を出した。一方、1941年9月22日の出来事は、RmfdbOがゲルマン化と戦争経済と言う緊張関係の中で、直面した困難な状況を表している。同日の出来事は、エーリヒ・コッホとヴィルヘルム・カイテルの間で激しい衝突が起き、コッホとしてはRMfdbOと同様に、戦争経済の利益を考慮しなければならなかったが、軍側はウクライナ人を不当に優遇し取り扱っていると非難したからである。一方のドイツ国防軍の言い分としては、5月7日と8日にRMfdbOが作成したウクライナ人の取り扱いに関する文言があり、それには「ウクライナがヨーロッパ国家の対等な一員」として許容する文言があった。この例から明らかであるが、第一に、軍側はRMfdbOの文書内容を考慮したことで、その正当性に貢献したこと、第二に、戦争経済の利害とゲルマン化の考えについて、いずれを考慮するかが、現地では明確にされていなかった。
しかし、RMfdbOは、戦争中であってもゲルマン化という目標を堅持していた。1941年9月23日、ローゼンベルクは、首相官房長官ハンス・ハインリヒ・ラマースに、1941年7月17日の戦争を想定したヒトラーによる指令に基づいて、占領した東部領土の管理には、現地の言語と当該国に精通した人物、特にバルト・ドイツ人を派遣しなければならないという書簡を送った。このように、ローゼンベルクは、再びゲルマン化に向けた行為を行い、同日夜、ヒトラーは対処に追われた。ケッペンはローゼンベルクに対するヒトラーの言葉をこのように表現した。「ソ連の国民性に関連して、ウクライナ人はロシア人と同等に怠惰であり、無秩序で虚無主義的で無政府主義者である。今ここで労働と義務の精神について、語ることは無意味である。人々は鞭があって、ようやく動く。スターリンは、このスラブにおける、ウサギの家族から国家を、最も厳しい強制の手段によって作り上げることができたので、その点では存命する最も偉大な人物の一人と言って良いだろう。」。ヒトラーのこの言葉は、RMfdbOのゲルマン化の義務が、戦争経済の問題も考慮しなければならないという、ジレンマに陥っていたことを明らかにしている。実際にこの発言の直後、ヒトラーは、-ヒトラー自身の政治的宗教に従って-更には神の概念について語るようになり、このように話している。「ヒトラーは次に教会について語り、国民社会主義は、教会やカルトの儀式を模倣しないように細心の注意を払う必要があると述べた。国民社会主義における神の概念は、人間の精神が到達できる限りにおいてのみ、自然法則と生命の法則に基づくものでなければならない。このような神の概念が、当時のそれぞれの科学的知識と調和することができ、ドイツ国民の理性に不合理なものを押し付けない場合にのみ、存続することができるが、それ以外のものに関して言えば、有害無益なものとなる」。宗教的思想、教会政策の配慮、人種政策の目的、RMfdbOが主として制度化した事項は、戦争が進むにつれ戦時経済が悪化の一途を辿っていたにもかかわらず、1945年終戦まで、ヒトラーと共にあった。
戦争経済とゲルマン化、この相反する2つの問題の対立については、ゲルマン化を支持しているRMfdbOによって、解決されたか否かは、1941年10月30日にローゼンベルクが招集した閣僚会議によって示されている。会議にはロベルト・ライ、フリッツ・トート、ヴァルター・フンク、そしてその他官庁代表が出席した。会議の議題は、戦争経済を考慮に入れた「東部地域の国家計画」であった。しかし、この会議では、戦争経済についてではなく、将来的にドイツからどの東部領土に入植するかについてであった。

### 占領した東部領土における収奪政策
1941年9月24日、ウクライナの都市キエフから国民社会主義者にとって肯定的な報告があったにもかかわらず、戦争経済とゲルマン化という、相反する目標のジレンマが表層化した。RmfdbO所属の外務省とOKW及びOKHとの連絡係を務めていたオットー・ブロイティガムは「ドイツ国防軍との対立について、ヒンリヒ・ローゼと長時間の議論が繰り広げられた」と記している。つまり、戦争経済とゲルマン化という矛盾した目的の問題は、ウクライナ帝国委員会のエーリヒ・コッホだけでなく、ヒンリヒ・ローゼが委員を務めるオストラントにも早い段階で表れていた。それにもかかわらず、ローゼンベルクは、ヒトラーに、戦争経済の問題を脇に置いておいて、ウクライナ人をゲルマン化することが重要であると説得することに成功した。1941年9月29日、ヒトラーとローゼンベルクは5時間にわたって対談を行ない、プロイテイガムが記録しているように、ヒトラーはRmfdbOによるウクライナ政策を渋々ではあるが承認した。同日、ローゼベルクはウクライナに対して、ナチスが推進する収奪政策の方針を発表した。翌日、1941年9月30日までに、合計33,771人のユダヤ人男性、女性、そして子供がアインザッツグルッペンのC部隊とSSによってバビ・ヤール峡谷で虐殺された。
1941年10月時点でも、収奪政策が強化されたことが戦争経済に対して深刻な問題となりうることがRMfdbOにはよくわかっていなかった。1941年10月4日、ラインハルト・ハイドリヒは、RMfdbOを含む管轄範囲が重複している全省庁を集めて、会議を開催した。ハイドリヒは、RMfdbO代表のライプブラントに、戦争経済にとって必要な労働力に無関心であると不満を述べた。以前は強制労働に従事していたユダヤ人は既に『清算』されており、代替の労働者はいなかった。RMfdbOとRSHAは、この問題については注意を払っていなかった。翌日、ヴェルナー・ケッペンはローゼンベルクのために、以下のようなメモを記録している。「ヒムラーはキエフ、ニコラーエフ、ヘルソン、これらウクライナの長旅から戻りました。ヒムラーはキエフについては、一地区が完全焼失したが、それでもなお住民の数は多かった。ここらの住民は全員プロレタリアらしく悪い印象を持ったため、奴らの80～90 %は存在しなければ良かったのだ！」。
こうして、この収奪政策は依然として、ユダヤ人に対してだけでなく、RMfdbOの人種イデオロギーの観点で、潜在的なドイツ人（チュートン人）や、アーリア人に対しても向けられるようになった。この時点あるいはこれ以降も重要視されたのは、主観によるもの、つまり、人種的に「価値がある」とか「劣っている」と見なされるかにかかっていた。
1941年10月16日、ヴェルナー・ケッペンは、ローゼンベルク宛のメモに注釈を加えて提出した。

「東部領土のドイツ人入植とゲルマン化に関しては、総統閣下の気鋭且つ明確な説明を考慮すると、ハンス・ハインリヒ・ラマースによる、東部地域担当大臣（ローゼンベルク）とドイツ国籍保護委員会の権限の切り分け並びに定義は、可及的速やかに行なうべきであると考える。手遅れになればなるほど、1941年7月17日の総統命令（新たに占領した東部領土の管理に関する総統命令のこと）は、形骸化し、東部占領地域省の存在意義は無きに等しいものになると思われる。もしそうなった場合、東部占領地域省の任務は、スラブ人の速やかな移住を促すか絶滅が任務となると推測する。道路建設やドイツ人のための入植地建設などといった、建設的な仕事は全て、ドイツ国籍保護委員会の任務となってしまうであろう。」
。
1942年2月7日、RMfdbOのユダヤ人専門家エアハルト・ヴェッツェルは、バルト三国におけるゲルマン化の問題について、ベルリンにあるRMfdbOでオットー・ブラウティガムに極秘報告書を提出した。会議では、RMfdbOの代表だけでなく、ヒムラー側も代理人を出席させ、カイザー・ヴィルヘルム研究所の人種人類学者 オイゲン・フィッシャーも出席した。会議では、RMfdbOは「バルト地域を工業化するにあたって、人種的に望ましくない部分を、理にかなったやり方で廃棄処分できないかどうかを検討した。ヒムラー側の出席者はポーランドの農村はたった3 %だけが人種的に価値のある人間であり、都市人口については、まだ統計が無いと主張した。この会議の出席者は、「東部の問題に関しては、事前に住民に関しての正確な調査が行われなければならないが、人種の調査ではなく、衛生検査の実施とでも偽装して、現地住民の間で動揺が生じないようにしなければならない」という結論を下した。1942年3月13日、エアハルト・ヴェッツェル、アドルフ・アイヒマン、フランツ・ラーデマッハーが国外追放を議題とした別の会議に出席した。1942年4月27日、エアハルト・ヴェッツェルは、ロシア人はゲルマン化されるべきだという、国家保安本部のアベル博士の提案に異議を唱え、産児制限のため避妊の実施を提案した。同日、ローゼンベルクは、東部占領地域の方針を改定させた。改定内容はタタール人、ジプシー、東洋人風の外見の人々も絶滅されることとなっていた。したがって、これらの人種も、労働能力があると判断されたユダヤ人やスラヴ人と共に、RMfdbOによって「無くても問題のない物」とみなされた。

## ユダヤ人虐殺への加担

### 東部占領地域への強制送還
ペーター・ロンゲリヒは、ユダヤ人の大量虐殺は、ローゼンベルクが1941年7月17日に東部占領地域省の大臣に就任した直後から開始されたとしている。1941年8月初旬には、オストラント帝国委員会の委員であるヒンリヒ・ローゼが、自分の領地におけるユダヤ人の扱いについてローゼンベルクに指示をうかがった。ユダヤ人がオストラントに長期間居留することは想定しておらず、RMfdbOの宥和政策に従えば、ユダヤ人の国外追放も想定していなかった。このような状況下において、ヒンリヒ・ローゼはRMfdbOのイデオロギーとその目的に従えば、警察措置の実行、つまりは大量殺人の実行が唯一の解決策であるように考えた。わずか1か月後の1941年9月、アウシュヴィッツにおいて、初のガス処刑の実験が行われた。
1941年9月13日、RMfdbOのゲオルク・ライプブラントは、OKWとOKHにRMfdbOの代理として所属しているオットー・ブラウティガムに、ヴォルガ・ドイツ人のシベリア追放に関してのラジオ宣伝の指針を送付した。ライプブラントは、ボリシェヴィキの支配者共は、ナチスドイツの暴力行為に関してのプロパガンダをイギリスとアメリカに放送していると思われ、ミハイル・カリーニンはヴォルガのドイツ人をシベリアへと追放することを臨んでいる。それがため、ドイツ領土にあるユダヤ人はそれ相応の代償を支払うことになると考えていた。
さらに、ライプブラントは、ユダヤ人への罰として、「中央ヨーロッパのユダヤ人もナチスドイツが支配する東部占領地域へと追放する」と発表した。全中央ヨーロッパのユダヤ人をドイツが占領した東部占領地域へと追放するというRMfdbOによる提案内容は、その直後に実際に実行された。当初は輸送が困難であったが、1941年9月18日のヒトラーによる命令発効後、大量に強制移送が行われた。同日、ヒトラーによる全ヨーロッパのユダヤ人の東部占領地域への強制移送命令が出された日、現地東の委員であるRMfdbOのエーリヒ・コッホは総統本部にいた。ヴェルナー・ケッペンは総統本部におけるエーリヒ・コッホの印象について、「総統本部にいる皆はコッホに対して非常に好意的であり、適任性も高いと思われている。可能な限り且つ最善な手段にて任務を遂行する『第二のスターリン』であると考えている。」と記載している。ケッペンは、ローゼンベルクの国民社会主義とキリスト教に関する概念をマルティン・ボルマン経由でヒトラーへと伝えた。これと前後して、キリスト教会からは、ナチスドイツで実行されていた安楽死計画に対して抗議があった。
1941年10月13日、ハンス・フランクとローゼンベルクの間で対談が行われ、最終的解決について、ポーランド総督府で議論がなされた。
これに先立って、フランクにはポーランド総督府のユダヤ人を東部占領地域へと追放するという提案があったが、ローゼンベルクはこれについては拒絶した。会談の結果、ポーランド総督府における、ユダヤ人の虐殺はより一層激化し、1941年10月15日には、アルトライヒ（旧ドイツ帝国の領地）のユダヤ人については、ソ連領へと移送が始まった。1941年10月時点でのRMfdbOのユダヤ人政策については、ポーランド総督府の最終的解決がRMfdbO管轄の帝国委員会とは独立して実行されなければならないことを目的としていた。
この例で言えることは、ローゼンベルクが大臣を務めるRMfdbOが、場所並びに時間についても、ヨーロッパのユダヤ人の大規模な殺害を決定できる可能性が高いということが言える。1941年10月21日、レンベルクでの会議では、ローゼンベルクの名前が議題に挙がり、ハンス・フランクとの会話内容について言及された。レンベルクでの会議の議事録によると、ポーランド総督府の職員である、エーベルハルト・ヴェスターカンプは、ローゼンベルクが他の住民からユダヤ人を隔離することを可及的速やかに実行すると述べている。

### 宥和政策の実施
遅くとも1941年10月25日までには、RMfdbOの宥和政策と消耗政策が為された。同日、オットー・ブラウティガムが部長を務めるRMfdbO政治部のエアハルト・ヴェッツェルは、リガの帝国委員会委員長のヒンリヒ・ローゼへ書簡を送った。この書簡は、ガス室の書簡と知られ、T4作戦とヨーロッパのユダヤ人の大量虐殺を明示的に文書化した、最初の証拠ともなる書簡であった。この書簡は、RMfdbOがユダヤ人絶滅だけでなく、安楽死殺人にも関与したことを示す証拠ともなっている。ヴェッツェルが記しているように、この書簡を送付したきっかけは、ヴィリニュスにおいて発生した「ユダヤ人大量射殺事件」がきっかけであった。秩序ある解決策は、公衆の目に触れないように実行されなければならず、ヴィクトール・ブラックは、この時点で既に「必要な施設（＝ガス室）とガス処刑を行なう装置の製造を支援する」用意があるという意向を表明していた。しかし、わずか2日後の10月27日、スルスクのオストラント帝国委員会では、4個中隊の警察大隊が地元ユダヤ人の間で流血事件を引き起こしていた。警察大隊の指揮官は、「ユダヤ人を街から一掃せよ」という命令を受けていた。しかし、RMfdbOの現地の地区委員は、強く抗議し、警察大隊の行動の即時停止を要求した。警察側は行動を停止した
後日、ミンスクのヴィルヘルム・クーベへ報告したものの、虐殺事件に関わった警察官に対しては、「大混乱を起こした」ということを理由として、ヒンリヒ・ローゼに刑事告発した。ヒンリヒ・ローゼは、RMfdbOに書簡を送り、「より高位の当局本部から」直ちに措置を講じるよう要望した。ローゼンベルクは、受け取った書簡をラインハルト・ハイドリヒに転送し、「更なる措置の要望」を求めた。そして、1941年10月31日、RMfdbOのライプブラントは、オストラント帝国委員会がリバウでのユダヤ人処刑禁止についての苦情がRSHAより寄せられた後ヒンリヒ・ローゼ帝国委員に対して書簡を送り、そしてラインハルト・ハイドリヒに書簡を送った。15日の、1941年11月15日、ローゼはライプブラントに返信の書簡を送り、「リバウでのユダヤ人の処刑は、実行方法が不適切であったため禁止した」という内容であった。そして、ローゼは、「10月31日の要求内容は、オストラントの全ユダヤ人を粛正すべきだという指示と解釈してよいのかを回答を要望する。これは、年齢、性別、経済的利益（例えば、国防軍管轄の軍需工場での熟練労働者とした場合の利益）に関係なく行われるべきであろうか？ブラウンフォルダに記載されている、ユダヤ人問題に関しての命令や、その他の命令からも、そのように解釈することは今のところはできない。」。
ラインハルト・ハイドリヒや、RMfdbOの職員らは、RSHAとは対照的に、宥和政策に従って考え、行動していたことがわかった。公衆の面前での野蛮な殺人は、現地住民の動揺を引き起こしてしまうため、RMfdbOからすると忌避すべきものであり、ゲルマン化の計画が遂行できないことになってしまう。そのため、その後の数週間で、RMfdbOは、帝国委員会において、人目につかぬような手段での「ユダヤ人問題の最終的解決策」を至急検討した。ヒンリヒ・ローゼは「野蛮なユダヤ人処刑」を禁止することで、1941年7月20日にローゼンベルクより提出されたブラウンフォルダとRMfdbOの方針を厳守し続けた。
外務省は遅くとも1941年11月5日までには、ウクライナに関しては「東方特別表現規制」に次のように明記することによって、RMfdbOの方針に従うことを明示していた。「ウクライナ自身の将来の文化的生活と同国の自治については、今後多少なりとも自制すべきである。ウクライナ人に対しては、親であるソ連の罪を償わなくてはならないこと、そして今年の冬は大都市での飢餓は避けられず、従ってウクライナ人は現在の悪状況は全てソ連の支配による結果であることを常に心に留めておかなければならない。これをモットーとすれば、彼らウクライナ人から懺悔の念を引き出すことができる。この規則は、ウッチへの強制移送が完了し、リガ、コヴノ、ミンスクでの新たな強制移送の波が始まった日に発効された。

## 東部占領地域省の存在公表
ヨーゼフ・ゲッベルスによると、東部占領地域省の役職は長期間秘匿されており、ローゼンベルクの東部占領地域大臣任命が公になったのは、1941年11月12日のことであった。また、代理を務めるアルフレート・マイヤーとエーリヒ・コッホ、ヒンリヒ・ローゼの役職も同様に発表された。ただ、ローゼンベルクは、1941年10月27日には、ナチス党の教育訓練課程の構成として、東部においては、民政によるものではなく、事実上の新政府を設立し、そして、「我々は（中略）当地域を離れるつもりはない。」と公言していた。
RMfdbO設立の公表は、1941年11月18日に、新聞で公表された。前日の記者会見では、誰もメモを取ることを許可されなかったローゼンベルクの秘密演説で次のように発表した。

東部については、ヨーロッパの人々に突き付けられた問題を解決することが今求められている。つまりはユダヤ人の問題解決である。これは、未だヨーロッパに居住する600万の全ユダヤ人を生物学的に絶滅することによってのみ解決できるのだ。ユダヤ人問題は、ドイツにとっては、最後のユダヤ人がドイツ領土からいなくなった時になってようやく解決され、ヨーロッパにとっては、ウラル山脈の範囲までにユダヤ人がいなくなったときにのみ解決されるのである。（中略）そのためには、ユダヤ人をウラル山脈の向こうに行かせるか、或いは他の方法で絶滅させる必要がある。」。
ロングリヒによると、大量虐殺は、ウラル山脈以東で行われるべきであるというローゼンベルクの発言については、ナチスドイツ政権の幹部達の間でも共通認識を持っていた。
1941年11月18日（ローゼンベルクの演説の翌日）、RMfdbOの一般政治部門責任者であり、東部戦争政治支援中央局の責任者であったオットー・ブラウティガムは、エーリヒ・ノイマンと面会したことについて、日記に記録している。ノイマンは4か年計画責任者であるヘルマン・ゲーリングの次官として、ヴァンゼー会議に出席した。同月、1941年11月、ハイドリヒは、関係省庁全関係者を12月9日のヴァンゼー会議に招待した。会議日程は、東部戦線の状況を考慮し、延期された。
1941年12月14日、ローゼンベルクは総統本部におり、ローゼンベルクは、同日ヒトラーに対しての発言を書き留めていた。「私はユダヤ人を絶滅すべきか否かについては、申し上げない立場を取る。総統閣下は私のこのスタンスを肯定している」。だが、ローゼンベルクは、遺書では「私は『絶滅』や『殲滅』という表現を文字通りに解釈することは、人間として可能であるとは考えなかった。」。この時点でナチスの指導者階層のユダヤ人に対しての思想の急進は、わずか4日後の1941年12月18日、日記に『絶滅』という言葉を書き残したヒムラーの記述にも反映されていたことから明らかである。ヒムラーは、「ユダヤ人問題はパルチザンとして絶滅せよ」と書いていた。一方ヒトラーは、1942年1月1日の発言では、「ユダヤ人は、ヨーロッパの人間を絶滅に至らしめることはない。奴らは自分らの攻撃の犠牲者になるであろう」と述べた。1941年から1942年の冬にかけて、組織的な絶滅行動に対してRMfdbOの関与が明らかになった時、ローゼンベルクは、1941年12月18日時点では、ヒトラーに対して、100人の人質を射殺するのであれば、ユダヤ人を対象とすべきだと提案している。1941年12月18日、RMfdbOはヒンリヒ・ローゼに送付した書簡では、「ユダヤ人問題の最終的解決」については、戦争経済の懸念を考慮してはならないと述べていた。前後して、ヒンリヒ・ローゼが1941年11月15日に、ライプブラントへ宛てた書簡の中では、まだ戦争経済とユダヤ人の扱いが不確実であったが、12月の書簡でそのような不確実性が無くなったのである。

主題：ユダヤ人問題
ユダヤ人問題については、口頭によって議論し、明確にされるべきであった。この問題の解決は戦争経済に関しての問題は、原則として考慮するべきではない。いかなる問題が生じたとしても、親衛隊及び警察指導者と直接相談し解決することを要請する。
――RmfdbOを代表して 　ブロイティガム

## 組織的大量殺戮の実行
1942年1月20日、ベルリンでヴァンゼー会議が開かれ、ナチス党当局など15人の出席者が、ヨーロッパにおける全ユダヤ人の組織的大量殺戮について話し合った。RMfdbOからは、2人が出席した。それはゲオルク・ライプブラントと1941年4月よりローゼンベルクの事実上の代理を務めるアルフレート・マイヤーである。この会議では、「様々な手段での可能な解決策」について、アルフレート・マイヤーとヨーゼフ・ビューラーと「ユダヤ人問題の最終的解決に至るまでの準備作業については、関係する諸地域で直ちに実施すべきであるが、その際現地住民を不安に陥れることなく、そして妨害を受けることもなく、実施されなければならない」という立場を取った。RMfdbOは、ヴァンゼー会議においても、政治的にゲルマン化する予定の住民については懐柔策を取るという姿勢を堅持した。RMfdbOは、ポーランド総督府とRMfdbOが管轄するオストラント帝国委員会とウクライナ帝国委員会がそれぞれ独立し、準備を進めることを規定し、マイヤーは1941年10月13日の、ローゼンベルクとハンス・フランクとの間でなされた会話で取り交わされた内容を説明した。ロングリヒは、ヴァンゼー会議におけるマイヤーとビューラーの立場の重要性については、はっきりと分かっていないと述べている。
ユダヤ人を強制労働と大量殺戮を行なうことによって絶滅されるというハイドリヒの最終的解決の定義は、1941年11月15日のヒンリヒ・ローゼへの書簡の中で、戦争経済を懸念するとした場合、ユダヤ人殺害がいかなる影響も及ばないということを明確にしていたため、その時点では、RMfdbOの関与するところではなかった。
そのため、RMfdbOにとっては、ユダヤ人の強制労働は選択肢から除外された。RSHA（戦後のユダヤ人問題の解決策を模索中であった）の提案は、RMfdbOの立場とは異なり、このような状況に陥ってしまったため、RMfdbOの主たる任務である現地住民のゲルマン化の遂行は最早実行不可能である。ローゼンベルクの人種イデオロギーの観点からすると、政治と宗教の対立はこの戦争中に最高潮に達した。ローゼンベルクの人種イデオロギーに従い、RMfdbOにとっても真の敵は主権国家ではなく、ユダヤ人であった。戦争は国家間の争いであるという古典的な考え方は、ドイツ国防軍だけでなく、東部住民によって、RMfdbOの政策という観点で内面化されることとなった。
ヴァンゼー会議から9日後の1942年1月29日、最初のフォローアップ会議が行われた。
この会議には、ベルリンのRMfdbO本部の部屋で16名が出席し、RMfdbO側は8名が出席した。その他の出席者は各省の下位の代表者(RSHA、法務省)、党官房、OKWも出席した。出席者は、オットー・ブラウティガム、エアハルト・ヴェッツェル、ゲルハルト・フォン・メンデ（RMfdbO）、フリードリヒ・ズール (RSHA)、ベルンハルト・レーゼナー（法務省）、アルベルト・フライ（OKW）、ヘルベルト・ライシャワー（党官房）らがいた。会議の議長はオットー・ブラウティガムが務めた。この会議の目的は、ヴァンゼー会議の決定内容を法律として確立することであった。会議の中心議題となったのは、今後誰が「ユダヤ人」と擬制されるのか、つまりは誰が絶滅されるべきであるかを明確にすることであった。RMfdbOは、ユダヤ人を狭義に定義されることは好ましく思っておらず、占領地で施行されている規定では不足しており、将来的には、『混血』であっても、『完全ユダヤ人』とみなす必要があるときに限って、厳格化する必要があると強調した。
これらの提案は、会議の終わりに了承された。会議の出席者は、将来的には全占領地において、ユダヤ教信者全員をユダヤ人と見なさなければならず、その他ユダヤ人とする条件としては、夫婦のどちらか一方がユダヤ人の嫡出子又は非嫡出子である、夫がユダヤ人で妻が非ユダヤ人であっても、妻の方はユダヤ人と見なさなければならないということに同意した。この決議は、現地において、決議を要する場合は、政治機関・警察機関と人種問題専門家によって下されることになっていた。この会議は、ちょうどテレージエンシュタットへ最初の強制移送が始まった時に開催されていた。ヒトラーはその前日、ベルリン・スポーツ宮殿で、「我々は、この戦争はアーリア民族の絶滅か、或いはヨーロッパにおけるユダヤ人の絶滅のいずれかによってのみ終結することを自覚している」と発表した。
遅くとも1942年2月までには、RMfdbOが政治面での実践によってヨーロッパ全土で組織的な大量虐殺が引き起こされたことがわかっている。1942年2月から数週間前の時点では、ユダヤ人の恣意的な処刑の禁止についての言及があったが、RMfdbOはユダヤ人の恣意的な強制送還の禁止についても言及していた。1942年2月11日、RMfdbOは既に外務省代表としてヴァンゼー会議に出席していたマルティン・ルターに、その日、狼の巣にいたイオン・アントネスク元帥が1万人のユダヤ人を送還し、6万人を追加で移送することを伝えた。マルティン・ルターは、発疹チフスの危険性を理由として、RMfdbOがユダヤ人の移送を反対したため、エルンスト・フォン・ヴァイツゼッカーを通じて、リッベントロップに対して、このユダヤ人の強制移送を中止するよう要請した。発疹チフスの発生可能性について補足すると、ルーマニア人が死んだユダヤ人の衣服を漁るなどをしていた場合、発生する可能性があった。イオン・アントネスクは当初はこの指令に従わなかったため、1942年3月13日にRMfdbOのエアハルト・ヴェッツェルと外務省のフランツ・ラーデマッハーとの会談が行われ、その結果、アドルフ・アイヒマンは1942年3月14日に、今後の安全対策を行うよう警告した。そして、1942年5月12日、このユダヤ人強制移送問題は最終的に中止された。

### 1945年までの動向

#### 1942年
- RMfdbOはアイヒマン指導の下、最終的解決に関するフォローアップ会議に参加した。これら会議のRMfdbOの代表者はゲオルク・ライプブラントであった[110]。
- 1942年2月14日と同年7月23日、オットー・ブラウティガムは、強制収容所の囚人に対しての犯罪医学実験の首謀者であるゲルハルト・ローズと面会[111]。1942年3月27日、ヨーゼフ・ゲッベルスの日記、「ユダヤ人に対して極めて野蛮な措置が行われ、今やユダヤ人はほとんど残っていない。奴らの60 %はこの世から清算する必要があり、労働に供するのは40 %で十分である。ユダヤ人にはふさわしい懲罰的判決が下されているといえる」[112]。
- 東部占領地域省が西ヨーロッパでも活動を開始する。西ヨーロッパの方は西支局として知られ、家具調度作戦(ムーベル・アクティオン)を行い、フランスとベネルクス三国の逃亡ないし強制移送されたユダヤ人のアパートから家具やその他の調度品、服などを略奪した。西支局は1942年4月17日にパリに設置され、ここを起点として西ヨーロッパ全体を管轄した。この西支局の支局長はクルト・フォン・ベーア（ドイツ語版）であった[113]。

- 1942年4月27日、RMfdbOのエアハルト・ヴェッツェルはヴォルフガング・アベルが執筆した「ロシア人種」に関する論文に応ずる形で、東部占領地域に対して、選択的産児制限を主張[114]。

- 1942年7月16日、RMfdbOのアルフレート・マイヤーは書簡の中で、ナチスの他の部門との意思統一をするため、ヒトラーが混血ユダヤ人も絶滅するという規則を制定すべきだと示唆した[115]。戦後の1946年、ローゼンベルクはヴァンゼー会議に出席していたマイヤーについて、「彼こそが国民社会主義者そのものだ！」と表現していた[116]。

- 1942年7月23日、RMfdbOはヒトラーからの書簡を受け取る。書簡の内容はRMfdbOが数か月前に既に言及していたスラブ民族を排除する方針が明記されていた。内容は「スラブ民族を我々のために労働させよ。奴らが必要無くなれば、死なせてやろう」とあった[117]。

- 1942年7月31日、ヴィルヘルム・クーベは、オストラント帝国委員会ヒンリヒ・ローゼに、SSとの詳細な協議を行なった結果、過去10週間で白ロシアにいる約5万5千人のユダヤ人を処理した」という書簡を送った[118]。この書簡は終戦時RMfdbOで発見された[118]。

- 1942年8月21日、ヒトラーは総統本部でアルフレート・ローゼンベルクを「人に対して軽蔑するきらいがある」と評した[119]。また、翌年6月8日、ヒトラーはローゼンベルクを「世界観についても、考察が鋭い」と評した[120]。

- 1942年10月23日、ライプブラントはヴィルヘルム・クーベ宛ての書簡で「ユダヤ人問題をできるだけ早く解決するつもりであった」ため、「白ロシアにおけるユダヤ人問題の現状についての迅速な報告」を要望すると記載していた[121]。

- 1942年11月23日、ライプブラントはヴィルヘルム・クーベからの返信書簡で、管轄する区域ではユダヤ人はわずか3万人であり、この数をさらに半分にする計画があるという回答を受け取る[121]。

- 1942年12月21日、アルフレート・ローゼンベルクは、フリッツ・ザウケルに「命令を遂行するためであれば、その行動は無視され、このような容認と結果はいつか私とその職員が責任を負うことになるのだろう」と通告し、この時RMfdbOが暴力行為への加担や責任を負うことになっていると危惧し始める[122]。

#### 1943年
- 1943年4月19日、ワルシャワ・ゲットー蜂起。同日、SSの統計学者リヒャルト・コルヘアは、「ヨーロッパのユダヤ人は、ナチスが政権掌握し10年が経過した今では半分が消滅した。このうち、ヨーロッパ大陸外へと再定住したのは、半分とみられ、つまりは1937年時点でのヨーロッパ全体のユダヤ人の4分の1が再定住したに過ぎない。」と述べた[123]。この書簡は後にユダヤ人問題研究所で発見された[123]。

- 1943年5月15日、外務省のユダヤ人専門家エーベルハルト・フォン・タッデン（ドイツ語版）は上司にあたるフランツ・ラーデマッハーに、ヴィルヘルム・クーペが「ユダヤ人殺戮に使用したガス室をイタリア人に見せた。」ことを報告した。イタリアのファシストは衝撃を受けており、ラーデマッハーはこの報告を通じて、初めてガス室のことを知った[124]。

- 1943年6月1日、ヴィルヘルム・クーペはヒンリヒ・ローゼにミンスクの収容所の看守が「ドイツとロシアのユダヤ人計516人を殺害し、犠牲者の歯から金の詰めものを取り出す時間がなかったため、貴重な金が得られなかった」と報告した。1943年6月18日、ヒンリヒ・ローゼは、この報告をRMfdbOへと報告した[125]。

- 1943年7月13日、ローゼンベルクは、副官であるアルフレート・マイヤーも出席したRMfdbOの会議で、ヴィルヘルム・クーペとSS本部のトップ、ヒムラーの連絡係であるゴットロープ・ベルガーに、2万2,000人のユダヤ人をミンスクから『再定住』しなければならないと語った。そして、その5週間後、この発言はヒムラーによって実行に移された[126]。1942年6月13日時点で、『再定住』や『強制移送』といった言葉は、大量虐殺の隠語として使用されていた[127]。

#### 1944年
- 1944年6月14日、RMfdbOは、干し草作戦（英語版）を実施するよう指令を出した。RMfdbOはユダヤ人を経済的利用することについては反対の姿勢を明示していたものの、戦況は悪化の一途を辿っていた。干し草作戦は、白ロシア出身の10歳から14歳までの4～5万人を誘拐して、ドイツの軍需産業で強制労働に従事させるというものだった[128]。

- 1944年6月21日、ローゼンベルクとヒムラーは、ゾントホーフェン（英語版）のオルデンスブルク政治指導者学校で演説を行なった。ヒムラーは、陸軍軍事総局の将校、国内予備軍と陸軍総司令部の司令官に次のように演説した。「組織が受ける任務としては、最も恐ろしい任務、最も恐ろしい命令、それはユダヤ人問題の解決という任務であった。今ここでは、公然と次のように言うことができる。つまり我々がユダヤ人根絶を遂行する勇気を持っていたことが良かったことである。」[129]。

- 1944年6月28日、RMfdbOは、クラクフで開催予定の反ユダヤ人会議の招待状を、イギリスのファシストでありナチスの協力者であるジョン・アメリ（英語版）やアミーン・フサイニー（エルサレム大ムフティー）に送付し、ユダヤ人に対しての、国際闘争の大義に反対する他国を味方に引き入れようとした。しかし、この計画は1か月後に破棄された[130]。

- 1944年10月31日、RMfdbOは国際レベルでユダヤ人に宣戦布告をするために、ボリシェヴィキが世界に及ぼす危険に関する研究グループを設立しようとした。このグループは10月31日から11月2日までプラハにおいて、最初で最後の会議を開催した[131]。

## 受容へ

### 歴史研究
1945年以降数十年にわたって、西ドイツではRMfdbOのイデオロギー、そして制定に至ったプロセス、設立、組織構造といったものについて、体系だった研究がなされることはなかった。ラインハルト・ボルムスは、1970年に『ローゼンベルク事務所』と題した論文を発表したが、この論文ではRMfdbOについては少ししか触れられていない。研究が進んだのは、アンドレアス・ツェルフーバーの論文、『我々の政権は大災厄に突き進んでいる』というタイトルの論文が出版された2006年になってからであった。同論文では、RMfdbOがユダヤ人絶滅にどのような役割を果たしていたのかを明確に指摘した初の論文であった。しかし、残念ながら論文が発表された時点で、RMfdbOに在籍していたとみられる数千人の職員はほとんどが鬼籍に入っていたとみられている。

### 元職員の証言
1958年、RMfdbOの、科学文化特別部に所属していたコンスタンティン・グラーフ・スタマティは、RMfdbOの職員が、普通の人間らしさが欠如していたことについてコメントしている。彼は、「RMfdbOの職員は、多くの人道的で公正な意志を持った人の支援を受けていたにもかかわらず、文化面ないし政治面で行なったことは、残念ながらわずかなことでしかなかった。血と涙で満たされた海上に、人道と正義の島をいくつか作ることは成功したが、それ以上の存在とはなりえなかった。」とコメントしている。

## 参照
1. ↑  Peter Longerich: Der ungeschriebene Befehl. Hitler und der Weg zur »Endlösung«. München 2001, ISBN 3-492-04295-3, S. 92.
2. ↑  Zitiert in: Peter Longerich: Der ungeschriebene Befehl. Hitler und der Weg zur »Endlösung«. München 2001, S. 92.
3. ↑  Wilhelm Kamlah: Utopie, Eschatologie, Geschichtstheologie. Kritische Untersuchungen zum Ursprung und zum futuristischen Denken der Neuzeit, Mannheim 1969, DNB.
4. ↑  Klaus Schickert: Weltkampf. Die Judenfrage in Geschichte und Gegenwart, 1/2, April–September 1941, S. 42; Reinhard Bollmus, Das Amt Rosenberg und seine Gegner. Studien zum Machtkampf im nationalsozialistischen Herrschaftssystem, München 1970, S. 120. (Angegebene Quelle: Rede zur Eröffnung des Instituts zur Erforschung der Judenfrage, 26. März 1941, in: Weltkampf, Jg. 1941 Heft 1/2, S. 64–72.)
5. ↑  Zitiert in: Der Prozess gegen die Hauptkriegsverbrecher vor dem Internationalen Militärgerichtshof Nürnberg 14. November 1945 bis 1. Oktober 1946, Bd. V, München/Zürich 1984, S. 57 f.; davon leicht abweichend, aber sinngemäß zutreffend, die Formulierung: Rosenberg habe festgestellt, dass „für Deutschland … die Judenfrage erst dann gelöst (sei), wenn der letzte Jude den großdeutschen Raum verlassen“ habe. Zitiert in: Robert M. W. Kempner: Eichmann und Komplizen, Zürich 1961, S. 96 f.
6. ↑  Wolfgang Benz/Hermann Graml/Hermann Weiß (Hrsg.): Enzyklopädie des Nationalsozialismus, 3. Aufl., München 1998, ISBN 3-608-91805-1, S. 446 (Angegebene Quellen: Hinweis Eichmanns am 12. März 1941 auf bevorstehende „Endlösung“; später dann: Befehl RSHA vom 29. Mai 1941).
7. ↑  Ernst Piper: Alfred Rosenberg. Hitlers Chefideologe, München 2005, ISBN 3-89667-148-0, S. 512 f. (Quelle: Entwurf für einen Erlass mit Datum im April 1941, BArch NS 43/51, Bl. 144 f.)
8. ↑  Der Prozess gegen die Hauptkriegsverbrecher vor dem Internationalen Militärgerichtshof Nürnberg 14. November 1945 bis 1. Oktober 1946, Bd. XI, München/Zürich 1984, S. 525.
9. ↑  Zitiert in: Robert M. W. Kempner: SS im Kreuzverhör. Die Elite, die Europa in Scherben brach, Nördlingen 1987, S. 226.
10. ↑  Ernst Piper: Alfred Rosenberg. Hitlers Chefideologe, München 2005, S. 509 (Quelle: Robert M. W. Kempner (Hrsg.): Rosenberg, jetzt ist ihre große Stunde gekommen. Aufzeichnungen über Eroberungspläne Hitlers. In: Frankfurter Rundschau vom 22. Juni 1971).
11. ↑  Gerald Reitlinger: Die Endlösung. Hitlers Versuch der Ausrottung der Juden Europas 1939–1945, 7. Aufl., Berlin 1992, ISBN 3-7678-0807-2, S. 90.
12. ↑  Zitiert in: Robert M.W. Kempner: SS im Kreuzverhör. Die Elite, die Europa in Scherben brach, Nördlingen 1987, S. 226. In seinen Letzten Aufzeichnungen schrieb Rosenberg hingegen, dass er lediglich für den „Eventualfall eines Krieges“ gegen die Sowjetunion Vorbereitungen traf. Die Entwicklungen und Äußerungen zeigen jedoch, dass der Angriffskrieg selbst bereits geplant gewesen ist, vgl. Alfred Rosenberg: Letzte Aufzeichnungen, Göttingen 1955, S. 174, 340; vgl. auch IMG 1984, Bd. XI, S. 618 ff. und Bd. XXII: S. 614 f.
13. ↑  Der Prozess gegen die Hauptkriegsverbrecher vor dem Internationalen Militärgerichtshof Nürnberg 14. November 1945 bis 1. Oktober 1946, Bd. XI, München/Zürich 1984, S. 525; Seppo Kuuisto: Alfred Rosenberg in der nationalsozialistischen Außenpolitik 1933–1939, Helsinki 1984, S. 117.
14. ↑  Andreas Zellhuber: „Unsere Verwaltung treibt einer Katastrophe zu …“ Das Reichsministerium für die besetzten Ostgebiete und die deutsche Besatzungsherrschaft in der Sowjetunion 1941–1945, München 2006, S. 70. (Quelle: BA, R6/4, Bl. 3. Abgedruckt in Führer-Erlässe. Dok. 81, S. 168 f.)
15. 1 2  Ernst Piper: Alfred Rosenberg. Hitlers Chefideologe, München 2005, S. 289 und 516.
16. 1 2 3  Andreas Zellhuber: „Unsere Verwaltung treibt einer Katastrophe zu …“ Das Reichsministerium für die besetzten Ostgebiete und die deutsche Besatzungsherrschaft in der Sowjetunion 1941–1945, München 2006, S. 77. (Quellen: BA R6/16, Bl. 39, 52-58 und BA-MA, RW 4/v. 759.)
17. 1 2  Andreas Zellhuber: „Unsere Verwaltung treibt einer Katastrophe zu …“ Das Reichsministerium für die besetzten Ostgebiete und die deutsche Besatzungsherrschaft in der Sowjetunion 1941–1945, München 2006, S. 76 f. (Quelle: Schreiben Lammers an Ribbentrop, 5. Mai 1941, BA R 6/21, Bl. 31 f.))
18. ↑  Ernst Piper: Alfred Rosenberg. Hitlers Chefideologe, München 2005, S. 516. (Quelle: Protokoll der Schlüsselübergabe vom 6. Mai 1941; BArch R 6/12, Bl. 2.)
19. ↑  Der Prozess gegen die Hauptkriegsverbrecher vor dem Internationalen Militärgerichtshof Nürnberg 14. November 1945 bis 1. Oktober 1946, Bd. XXVI, München/Zürich 1984, S. 559 f.
20. ↑  Heinz-Jürgen Priamus: Meyer. Zwischen Kaisertreue und NS-Täterschaft. Biographische Konturen eines deutschen Bürgers. Klartext Verlag, Essen 2011, ISBN 978-3-8375-0592-4, Kapitel 4. (Zur Stellung Meyers als „ständigen Vertreter“ Rosenbergs vgl. auch die Aussage von Otto Bräutigam. In: Vernehmung Dr. Otto Bräutigams am 14. Januar 1948 …, in: Staatsarchiv Nürnberg, Staatsanwaltschaft Nürnberg-Fürth, Prov. Nr. 2638/VI, Bl. 142 ff.)
21. ↑  Manfred Weißbecker: Alfred Rosenberg. »Die antisemitische Bewegung war nur eine Schutzmaßnahme…«, in: Kurt Pätzold/Manfred Weißbecker (Hrsg.): Stufen zum Galgen. Lebenswege vor den Nürnberger Urteilen, Leipzig 1999, S. 171, ISBN 3-86189-163-8.
22. ↑  Zitiert in: Andreas Zellhuber: „Unsere Verwaltung treibt einer Katastrophe zu …“ Das Reichsministerium für die besetzten Ostgebiete und die deutsche Besatzungsherrschaft in der Sowjetunion 1941–1945, München 2006, S. 81. (Quelle: Ernst Piper: Rosenberg und das RMfdbO. Vortragsmanuskript, Atlanta, 8. Oktober 1999, S. 3.)
23. ↑  Der Prozess gegen die Hauptkriegsverbrecher vor dem IMG Nürnberg 14. November 1945 bis 1. Oktober 1946, Bd. X, München/Zürich 1984, S. 70.
24. ↑  Gerald Reitlinger: Die Endlösung. Hitlers Versuch der Ausrottung der Juden Europas 1939–1945, 7. Aufl., Berlin 1992, S. 63 f.
25. ↑  Zitiert in: Joe Heydecker, Johannes Leeb: Der Nürnberger Prozess, überarb. Neuausgabe, Köln 2003, S. 401; Internationaler Gerichtshof Nürnberg: Der Nürnberger Prozess. Bd. 26. Neudruck München 1989, S. 567–573. (Quelle: Dokument IMG, PS-1028.)
26. ↑  Peter Longerich: Der ungeschriebene Befehl. Hitler und der Weg zur »Endlösung«. München 2001, S. 114.
27. 1 2  Zu den religiösen Implikationen von Rosenbergs Rassenideologie vgl. Claus-Ekkehard Bärsch, Die politische Religion des Nationalsozialismus, 2., vollst. überarb. Aufl., München 2002, ISBN 3-7705-3172-8.
28. ↑  Der Prozess gegen die Hauptkriegsverbrecher vor dem Internationalen Militärgerichtshof Nürnberg 14. November 1945 bis 1. Oktober 1946, Bd. XXVI, München/Zürich 1984, S. 597. (Dokument 1030-PS.)
29. ↑  Werner Jochmann (Hrsg.): Adolf Hitler. Monologe im Führerhauptquartier 1941–1944, aufgezeichnet von Heinrich Heim, München 2000, S. 417; vgl. auch IMG 1984, Bd. XXII: S. 477; D-75, US-348.
30. ↑  Der Prozess gegen die Hauptkriegsverbrecher vor dem Internationalen Militärgerichtshof Nürnberg 14. November 1945 bis 1. Oktober 1946, Bd. XXVIII, München/Zürich 1984, S. 121.
31. ↑  Der Prozess gegen die Hauptkriegsverbrecher vor dem Internationalen Militärgerichtshof Nürnberg 14. November 1945 bis 1. Oktober 1946, Bd. V, München/Zürich 1984, S. 70; vgl. auch Martin Vogt: Herbst 1941 im „Führerhauptquartier“. Berichte Werner Koeppens an seinen Minister Alfred Rosenberg, Koblenz 2002, S. 41, ISBN 3-89192-113-6. (Quelle IMT, Bd. XXVI, Dokument 1028-PS, S. 567–573, hier mit Datum vom 7. Mai 1941.)
32. 1 2  Der Prozess gegen die Hauptkriegsverbrecher vor dem Internationalen Militärgerichtshof Nürnberg 14. November 1945 bis 1. Oktober 1946, Bd. XI, München/Zürich 1984, S. 526 ff., 590 ff.; vgl. auch Martin Vogt: Herbst 1941 im „Führerhauptquartier“. Berichte Werner Koeppens an seinen Minister Alfred Rosenberg, Koblenz 2002, S. 93; Serge Lang/Ernst von Schenck 1947: S. 304. Zu Rosenbergs rassenideologischen Rechtfertigung des Angriffskrieges siehe auch Weißbecker 1999: S. 175; Quellen: BAK, BS 8/64, Bl. 110 und BAK, NS 8/64, Bl. 99 und 103.
33. ↑  Zitiert in: Der Prozess gegen die Hauptkriegsverbrecher vor dem IMG Nürnberg 14. November 1945 bis 1. Oktober 1946, Bd. XVIII, München/Zürich 1984, S. 86.; Alfred Rosenberg 1955, LA: S. 202.
34. ↑  Alfred Rosenberg: Letzte Aufzeichnungen, Göttingen 1955, S. 174.
35. 1 2 3  Zitiert in: Der Prozess gegen die Hauptkriegsverbrecher vor dem IMG Nürnberg 14. November 1945 bis 1. Oktober 1946, Bd. V, München/Zürich 1984, S. 71.
36. ↑  Siehe zum Beispiel Bemerkung von Otto Bräutigam vom 11. Juli 1941: „Von einer Begeisterung über die Befreiung vom Bolschewismus war im Stadtbild wenig zu verspüren“, zitiert in: H.D Heilmann: Aus dem Kriegstagebuch des Diplomaten Otto Bräutigam. In: Götz Aly u. a. (Hrsg.): Biedermann und Schreibtischtäter. Materialien zur deutschen Täter-Biographie, Institut für Sozialforschung in Hamburg: Beiträge zur nationalsozialistischen Gesundheits- und Sozialpolitik 4, Berlin 1987, ISBN 3-88022-953-8, S. 171.
37. ↑  Peter Longerich: Der ungeschriebene Befehl. Hitler und der Weg zur »Endlösung«. München 2001, S. 96.
38. ↑  Gerald Reitlinger: Die Endlösung. Hitlers Versuch der Ausrottung der Juden Europas 1939–1945, 7. Aufl., Berlin 1992, S. 227.
39. ↑  Der Prozess gegen die Hauptkriegsverbrecher vor dem Internationalen Militärgerichtshof Nürnberg 14. November 1945 bis 1. Oktober 1946, Bd. XI, München/Zürich 1984, S. 621.
40. ↑  Zitiert in: Peter Longerich: Der ungeschriebene Befehl. Hitler und der Weg zur »Endlösung«. München 2001, S. 97.
41. ↑  Peter Longerich: Der ungeschriebene Befehl. Hitler und der Weg zur »Endlösung«. München 2001, S. 97. (Angegebene Quellen: Die Judenfrage im Friedensvertrag, 3. Juli 1941, Inland IIg 177, gedr. In „Akten zur Deutschen Auswärtigen Politik“ ADAP, Serie D, Bd. 10, Nr. 101, 92 ff.; siehe auch Aufzeichnungen Rademachers vom 2. Juli 1941: »Plan zur Lösung der Judenfrage«)
42. ↑  H.D Heilmann: Aus dem Kriegstagebuch des Diplomaten Otto Bräutigam. In: Götz Aly u. a. (Hrsg.): Biedermann und Schreibtischtäter. Materialien zur deutschen Täter-Biographie, Institut für Sozialforschung in Hamburg: Beiträge zur nationalsozialistischen Gesundheits- und Sozialpolitik 4, Berlin 1987, S. 136 f.
43. ↑  Zur offiziellen Amtseinsetzung von Rosenberg am 16. Juli 1941 sowie zur Teilnahme von Karl Brandt und Otto Bräutigam vgl. H.D Heilmann: Aus dem Kriegstagebuch des Diplomaten Otto Bräutigam. In: Götz Aly u. a. (Hrsg.): Biedermann und Schreibtischtäter. Materialien zur deutschen Täter-Biographie, Institut für Sozialforschung in Hamburg: Beiträge zur nationalsozialistischen Gesundheits- und Sozialpolitik 4, Berlin 1987, S. 136 ff. und S. 172. Zur Teilnahme des Vertreters von Himmler vgl. Peter Longerich: Der ungeschriebene Befehl. Hitler und der Weg zur »Endlösung«. München 2001, S. 109 f.
44. 1 2 3  Werner Maser, Nürnberg. Tribunal der Sieger, Düsseldorf 1988, S. 446 f.; vgl. IMG 1984, Bd. XI, S. 529 ff. und S. 626 ff.; Bd. XXII: S. 615, Dokument L-221
45. ↑  Telford Taylor: Die Nürnberger Prozesse, 2. Aufl., München 1994, S. 427; Manfred Weißbecker: Alfred Rosenberg. »Die antisemitische Bewegung war nur eine Schutzmaßnahme…«. In: Kurt Pätzold/Manfred Weißbecker (Hrsg.): Stufen zum Galgen. Lebenswege vor den Nürnberger Urteilen, Leipzig 1999, S. 172 f.; IMG 1984: Bd. V, S. 71.
46. ↑  Alfred Rosenberg: Letzte Aufzeichnungen, Göttingen 1955, S. 314 f.
47. 1 2  Der Prozess gegen die Hauptkriegsverbrecher vor dem Internationalen Militärgerichtshof Nürnberg 14. November 1945 bis 1. Oktober 1946, Bd. XI, München/Zürich 1984, S. 531 ff., 632; ebenso wurde der inoffizielle Titel „Reichsleiter der besetzten Ostgebiete“ verwendet, wie zum Beispiel in der Essener National-Zeitung vom 18. November 1941.
48. ↑  Andreas Zellhuber: „Unsere Verwaltung treibt einer Katastrophe zu …“ Das Reichsministerium für die besetzten Ostgebiete und die deutsche Besatzungsherrschaft in der Sowjetunion 1941–1945, München 2006, S. 7. (Quelle: Erlass des Führers über die Verwaltung der neu besetzten Ostgebiete, 17. Juli 1941, IMT, Bd. 29, 1997-PS.)
49. ↑  Der Prozess gegen die Hauptkriegsverbrecher vor dem Internationalen Militärgerichtshof Nürnberg 14. November 1945 bis 1. Oktober 1946, Bd. V, München/Zürich 1984, S. 73 f.
50. ↑  Andreas Zellhuber: „Unsere Verwaltung treibt einer Katastrophe zu …“ Das Reichsministerium für die besetzten Ostgebiete und die deutsche Besatzungsherrschaft in der Sowjetunion 1941–1945, München 2006, S. 87; vgl. auch Alfred Rosenberg: Letzte Aufzeichnungen, Göttingen 1955, S. 212 ff.
51. 1 2  Alfred Rosenberg: Letzte Aufzeichnungen, Göttingen 1955, S. 156 und 167, DNB (Bitte beachten, dass diese Schrift von seinem ehemaligen Mitarbeiter Heinrich Härtle publiziert wurde. Dieser hatte partiell Passagen gestrichen, wie z. B. ein Vergleich mit diesem Buch zeigt: Serge Lang/Ernst von Schenck: Portrait eines Menschheitsverbrechers nach den hinterlassenen Memoiren des ehemaligen Reichsministers Alfred Rosenberg, St. Gallen 1947, DNB).
52. 1 2 3 4  Martin Moll: „Führer-Erlasse“ 1939–1945. Edition sämtlicher überlieferter, nicht im Reichsgesetzblatt abgedruckter, von Hitler während des Zweiten Weltkrieges schriftlich erteilter Direktiven aus den Bereichen Staat, Partei, Wirtschaft, Besatzungspolitik und Militärverwaltung. Stuttgart 1997, S. 186 f., ISBN 3-515-06873-2. Google-Books
53. ↑  Der Prozess gegen die Hauptkriegsverbrecher vor dem Internationalen Militärgerichtshof Nürnberg 14. November 1945 bis 1. Oktober 1946, Bd. XXIX, München/Zürich 1984, S. 235 ff.; Manfred Weißbecker: Alfred Rosenberg. »Die antisemitische Bewegung war nur eine Schutzmaßnahme…«. In: Kurt Pätzold/Manfred Weißbecker (Hrsg.): Stufen zum Galgen. Lebenswege vor den Nürnberger Urteilen, Leipzig 1999, S. 173 f.
54. 1 2 3  Peter Longerich: Der ungeschriebene Befehl. Hitler und der Weg zur »Endlösung«. München 2001, S. 99 f., 109 f.
55. ↑  Der Prozess gegen die Hauptkriegsverbrecher vor dem Internationalen Militärgerichtshof Nürnberg 14. November 1945 bis 1. Oktober 1946, Bd. XI, München/Zürich 1984, S. 632.
56. 1 2  Der Prozess gegen die Hauptkriegsverbrecher vor dem Internationalen Militärgerichtshof Nürnberg 14. November 1945 bis 1. Oktober 1946, Bd. V, München/Zürich 1984, S. 73 sowie Bd. XI: S. 625; Gerald Reitlinger: Die Endlösung. Hitlers Versuch der Ausrottung der Juden Europas 1939–1945, 7. Aufl., Berlin 1992, S. 227.
57. ↑  Reinhard Bollmus: Das Amt Rosenberg und seine Gegner, Stuttgart 1970, S. 273; Alfred Rosenberg: Letzte Aufzeichnungen, Göttingen 1955, S. 248.
58. ↑  Martin Vogt: Herbst 1941 im „Führerhauptquartier“. Berichte Werner Koeppens an seinen Minister Alfred Rosenberg, Koblenz 2002, S. XXVII. (Die Auswertung der Koeppen-Berichte beginnt bei Vogt ab dem 6. September 1941. Nach Bollmus war Koeppen bereits seit Juli 1941 im FHQ. Möglicherweise existieren noch weitere Berichte.)
59. ↑  Siehe Tagebucheintrag von Rosenberg vom 11. April 1941, zitiert in: Robert M.W. Kempner: SS im Kreuzverhör. Die Elite, die Europa in Scherben brach, Nördlingen 1987, S. 226. Gespräch Rosenberg und Hitler am 16. Juli 1941: Werner Maser: Nürnberg. Tribunal der Sieger, Düsseldorf 1988, S. 446 f.; vgl. IMG 1984: Bd. XI, S. 529 ff. und S. 626 ff.; IMG 1984: Bd. XXII: S. 615, Dokument L-221.
60. ↑  Martin Vogt: Herbst 1941 im „Führerhauptquartier“. Berichte Werner Koeppens an seinen Minister Alfred Rosenberg, Koblenz 2002, S. 18.
61. ↑  Peter Longerich: Der ungeschriebene Befehl. Hitler und der Weg zur »Endlösung«. München 2001, S. 113.
62. ↑  Martin Vogt: Herbst 1941 im „Führerhauptquartier“. Berichte Werner Koeppens an seinen Minister Alfred Rosenberg, Koblenz 2002, S. 41.
63. ↑  Martin Vogt: Herbst 1941 im „Führerhauptquartier“. Berichte Werner Koeppens an seinen Minister Alfred Rosenberg, Koblenz 2002, S. 122. (Angegebene Quelle: BArch, R 43 II/691 a, Bl. 54 f.)
64. 1 2 3  Martin Vogt: Herbst 1941 im „Führerhauptquartier“. Berichte Werner Koeppens an seinen Minister Alfred Rosenberg, Koblenz 2002, S. 43 f.
65. ↑  Zu den religiösen Implikationen von Hitlers und Rosenbergs Ideologien vgl. Claus-Ekkehard Bärsch: Die politische Religion des Nationalsozialismus, 2., vollst. überarb. Aufl., München 2002.
66. ↑  Werner Jochmann (Hrsg.): Adolf Hitler. Monologe im Führerhauptquartier 1941–1944, aufgezeichnet von Heinrich Heim, München 2000, ISBN 3-572-01156-6; Michael Ley/Julius H. Schoeps: Der Nationalsozialismus als politische Religion, Bodenheim bei Mainz 1997, ISBN 3-8257-0032-1.
67. ↑  Martin Vogt: Herbst 1941 im „Führerhauptquartier“. Berichte Werner Koeppens an seinen Minister Alfred Rosenberg, Koblenz 2002, S. 108. (Das Protokoll dieser „Chefbesprechung“ ist abgedruckt in: Müller, Hitlers Ostkrieg, Dok. 16, S. 161–167.)
68. 1 2  H.D Heilmann: Aus dem Kriegstagebuch des Diplomaten Otto Bräutigam. In: Götz Aly u. a. (Hrsg.): Biedermann und Schreibtischtäter. Materialien zur deutschen Täter-Biographie, Institut für Sozialforschung in Hamburg: Beiträge zur nationalsozialistischen Gesundheits- und Sozialpolitik 4, Berlin 1987, S. 145 f.; zu den Kriegsmeldungen Vogt 2002: S. 45.
69. ↑  Martin Vogt: Herbst 1941 im „Führerhauptquartier“. Berichte Werner Koeppens an seinen Minister Alfred Rosenberg, Koblenz 2002, S. 59; Gerald Reitlinger: Die Endlösung. Hitlers Versuch der Ausrottung der Juden Europas 1939–1945, 7. Aufl., Berlin 1992, S. 599. (Zu Rosenbergs „Richtlinien“ vom 29. September 1941 vgl. ADAP D XIII, 2, Dok. Nr. 372; Quelle BArch, R 43 II/691, f. 22-24.)
70. ↑  Gerald Reitlinger: Die Endlösung. Hitlers Versuch der Ausrottung der Juden Europas 1939–1945, 7. Aufl., Berlin 1992, S. 96 f.
71. ↑  Rosenberg bezeichnete und idealisierte noch 1946 seine subjektiven Imaginationen als eine „Kunst des Auges“, vgl. A. Rosenberg: Letzte Aufzeichnungen, Göttingen 1955, S. 53; vgl. auch A. Rosenberg: Die Welt des Auges. Rede vom 5. September 1934 während einer Kulturtagung im Rahmen der Reichsparteitage. In: ders.: Gestaltung der Idee. Blut und Ehre II. Band, hrsg. von Thilo von Trotha, München 1943, S. 140–147.
72. ↑  Martin Vogt: Herbst 1941 im „Führerhauptquartier“. Berichte Werner Koeppens an seinen Minister Alfred Rosenberg, Koblenz 2002, S. 81.
73. 1 2  Czesław Madajczyk (Hrsg.): Vom Generalplan Ost zum Generalsiedlungsplan, München / New Providence / London / Paris 1994, S. 40 f.
74. ↑  Gerald Reitlinger: Die Endlösung. Hitlers Versuch der Ausrottung der Juden Europas 1939–1945, 7. Aufl., Berlin 1992, S. 144.
75. ↑  Gerald Reitlinger: Die Endlösung. Hitlers Versuch der Ausrottung der Juden Europas 1939–1945, 7. Aufl., Berlin 1992, S. 41 f.
76. ↑  Gerald Reitlinger: Die Endlösung. Hitlers Versuch der Ausrottung der Juden Europas 1939–1945, 7. Aufl., Berlin 1992, S. 230.
77. ↑  Christopher Browning: The Final Solution and the German Foreign Office, London 1978, S. 70.
78. 1 2  Peter Longerich: Der ungeschriebene Befehl. Hitler und der Weg zur »Endlösung«. München 2001, S. 96, 113; Gerald Reitlinger: Die Endlösung. Hitlers Versuch der Ausrottung der Juden Europas 1939–1945, 7. Aufl., Berlin 1992, S. 599; Götz Aly: Aktion T4, 1989, S. 145.
79. ↑  Zitiert in: Martin Vogt: Herbst 1941 im „Führerhauptquartier“. Berichte Werner Koeppens an seinen Minister Alfred Rosenberg, Koblenz 2002, S. 35. (Angegebene Quelle: BArch, R 6/109 f. 11-13.); vgl. dazu auch den Tagebucheintrag von Otto Bräutigam vom 14. September, H.D Heilmann: Aus dem Kriegstagebuch des Diplomaten Otto Bräutigam. In: Götz Aly u. a. (Hrsg.): Biedermann und Schreibtischtäter. Materialien zur deutschen Täter-Biographie, Institut für Sozialforschung in Hamburg: Beiträge zur nationalsozialistischen Gesundheits- und Sozialpolitik 4, Berlin 1987, S. 144.
80. 1 2  Martin Vogt: Herbst 1941 im „Führerhauptquartier“. Berichte Werner Koeppens an seinen Minister Alfred Rosenberg, Koblenz 2002, S. 19, 25.
81. 1 2  Peter Longerich: Der ungeschriebene Befehl. Hitler und der Weg zur »Endlösung«. München 2001, S. 115, 117 und 128. (Quelle: Das Diensttagebuch des deutschen Generalgouverneurs in Polen 1939–1945, Hg. von Ernst Präg und Wolfgang Jacobmeyer, Stuttgart 1975, Eintrag vom 14. Oktober 1941.); Gerald Reitlinger: Die Endlösung. Hitlers Versuch der Ausrottung der Juden Europas 1939–1945, 7. Aufl., Berlin 1992, S. 599.
82. ↑  Peter Longerich: Der ungeschriebene Befehl. Hitler und der Weg zur »Endlösung«. München 2001, S. 129. (Angegebene Quellen: Institut für Zeitgeschichte IfZ, MA 120; gekürzt in: Diensttagebuch 1975: S. 436.)
83. ↑  Gerald Reitlinger: Die Endlösung. Hitlers Versuch der Ausrottung der Juden Europas 1939–1945, 7. Aufl., Berlin 1992, S. 144 f., vgl. auch S. 226 f.; Helmut Heiber: „Der Generalplan Ost“, in: Vierteljahrshefte für Zeitgeschichte, Dokumentation 6 (1958), S. 305. (Angegebene Quellen: Nbg. Dok. NO-365, NO-996/97.) Ein vollständiger Abdruck des Dokuments findet sich auch in: Anatomie des SS-Staates: Gutachten des Instituts für Zeitgeschichte, Bd. 2, dtv, München 1967, S. 337, DNB.
84. ↑  Der Prozess gegen die Hauptkriegsverbrecher vor dem Internationalen Militärgerichtshof Nürnberg 14. November 1945 bis 1. Oktober 1946, Bd. XVIII, München/Zürich 1984, S. 108.
85. ↑  Der Prozess gegen die Hauptkriegsverbrecher vor dem Internationalen Militärgerichtshof Nürnberg 14. November 1945 bis 1. Oktober 1946, Bd. XI, München/Zürich 1984, S. 609.
86. ↑  Der Prozess gegen die Hauptkriegsverbrecher vor dem Internationalen Militärgerichtshof Nürnberg 14. November 1945 bis 1. Oktober 1946, Bd. XI, München/Zürich 1984, S. 609; Serge Lang/Ernst von Schenck: Portrait eines Menschheitsverbrechers nach den hinterlassenen Memoiren des ehemaligen Reichsministers Alfred Rosenberg, St. Gallen 1947, S. 131. (Auf dem Brief steht zudem eine handschriftliche Notiz: „Selbstverständlich ist die Reinigung des Ostlandes von Juden eine vordringliche Aufgabe. Ihre Lösung muss aber mit den Notwendigkeiten der Kriegswirtschaft in Einklang gebracht werden.“)
87. 1 2  Andreas Zellhuber: „Unsere Verwaltung treibt einer Katastrophe zu …“ Das Reichsministerium für die besetzten Ostgebiete und die deutsche Besatzungsherrschaft in der Sowjetunion 1941–1945, München 2006.
88. ↑  Zitiert in: Martin Vogt: Herbst 1941 im „Führerhauptquartier“. Berichte Werner Koeppens an seinen Minister Alfred Rosenberg, Koblenz 2002, S. 75. (Quelle: PA, Pol. Abt. XIII, Allg. Akten 9.-11.41 = Bd. 14.)
89. ↑  Peter Longerich: Der ungeschriebene Befehl. Hitler und der Weg zur »Endlösung«. München 2001, S. 117; Gerald Reitlinger: Die Endlösung, 7. Aufl., Berlin 1992, S. 599.
90. ↑  Martin Vogt: Herbst 1941 im „Führerhauptquartier“. Berichte Werner Koeppens an seinen Minister Alfred Rosenberg, Koblenz 2002, S. 14 (Quelle: Goebbels Tagebücher II, 2, S. 314.)
91. ↑  Zitiert in: Manfred Weißbecker: Alfred Rosenberg. »Die antisemitische Bewegung war nur eine Schutzmaßnahme…«, in: Kurt Pätzold & Manfred Weißbecker Hgg.: Stufen zum Galgen. Lebenswege vor den Nürnberger Urteilen. Leipzig 1999, S. 175. (Quelle: BAK, NS 18/38, Bl. 3.)
92. ↑  Dieter Rebentisch: Führerstaat und Verwaltung im Zweiten Weltkrieg. Verwaltungspolitik 1939–1945, Stuttgart 1989, S. 309 ff.; Nationalzeitung (Essen) sowie Völkischer Beobachter vom 18. November 1941.
93. ↑  Zitiert in: Robert M. W. Kempner: Eichmann und Komplizen, Zürich 1961, S. 86; Quelle des Konzepts der Rede: Politisches Archiv des Auswärtigen Amtes in Bonn PAA, Pol XIII, 25, VAA-Berichte, Konzept; abgedruckt in: Jürgen Hagemann: Die Presselenkung im Dritten Reich, Bonn 1970, S. 146; dann zitiert bei Kempner 1987: S. 228; vgl. auch: Hans-Heinrich Wilhelm: Rassenpolitik und Kriegführung, Passau 1991, S. 131 f.; Weißbecker nennt für diese Aussage Rosenbergs unter Berufung auf „Hans-Heinrich Wilhelm 1991: S. 131 f.“ fälschlich das Datum „11. November 1941“, vgl. Weißbecker 1999: S. 176; vgl. dann wieder richtig Longerich 2001: S. 134, 214; Hans Mommsen: Auschwitz. 17. Juli 1992, 2. Aufl., München 2002, S. 160; Ernst Piper: Alfred Rosenberg. Hitlers Chefideologe, München 2005, S. 546 mit Anm. 201. (Quelle: Bundesarchiv NS 8/71, Blatt 18.) (Laut Kempner soll sich der genaue Wortlaut auch in Rosenbergs Tagebuchaufzeichnungen befinden. Rosenbergs Tagebuchaufzeichnungen, offensichtlich auch welche von 1941, lagen in Nürnberg später dem Gericht vor, sind jedoch von Hans-Günther Seraphim, Bruder des Mitarbeiters von Rosenberg, Peter Heinz Seraphim, nur bis 1940 veröffentlicht worden.)
94. ↑  Peter Longerich: Der ungeschriebene Befehl. Hitler und der Weg zur »Endlösung«. München 2001, S. 120.
95. ↑  H.D Heilmann: Aus dem Kriegstagebuch des Diplomaten Otto Bräutigam. In: Götz Aly u. a. (Hrsg.): Biedermann und Schreibtischtäter. Materialien zur deutschen Täter-Biographie, Institut für Sozialforschung in Hamburg: Beiträge zur nationalsozialistischen Gesundheits- und Sozialpolitik 4, Berlin 1987, S. 150, 179.
96. ↑  Werner Jochmann (Hrsg.): Adolf Hitler. Monologe im Führerhauptquartier 1941–1944, aufgezeichnet von Heinrich Heim, München 2000, S. 31.
97. ↑  Der Prozess gegen die Hauptkriegsverbrecher vor dem Internationalen Militärgerichtshof Nürnberg 14. November 1945 bis 1. Oktober 1946, Bd. XI, München/Zürich 1984, S. 606, Dokument PS-1517; Bollmus 1970: S. 120; Werner Jochmann 2000: S. 152; Ernst Piper 2005: S. 546. (Quelle: Bundesarchiv NS 8/71, Blatt 18.)
98. ↑  Alfred Rosenberg: Letzte Aufzeichnungen, Göttingen 1955, S. 315.
99. 1 2  Peter Longerich: Der ungeschriebene Befehl. Hitler und der Weg zur »Endlösung«. München 2001, S. 139 f.
100. ↑  Werner Maser: Nürnberg. Tribunal der Sieger, Düsseldorf 1988, S. 446 f.; IMG 1984, Bd. XI: S. 529 ff. und S. 626 ff.; Bd. XXII: S. 110, 615, Dokument L-221; vgl. auch Rosenberg 1955, LA: S. 315.
101. ↑  Der Prozess gegen die Hauptkriegsverbrecher vor dem IMG Nürnberg 14. November 1945 bis 1. Oktober 1946, Bd. XI, München/Zürich 1984, S. 611; Serge Lang/Ernst von Schenck 1947: S. 131.
102. ↑  Joe J. Heydecker, Johannes Leeb: Der Nürnberger Prozess. Mit einem Vorwort von Eugen Kogon und Robert M.W. Kempner, überarb. Neuausgabe, Köln 2003, ISBN 3-462-03240-2; Kurt Pätzold/Erika Schwarz (Hrsg.): Stufen zum Galgen. Lebenswege vor den Nürnberger Urteilen, Leipzig 1999, S. 40–43.
103. ↑  „Wannsee-Protokoll“, zit. nach: Leo Poliakov/Joseph Wulf: Das Dritte Reich und die Juden, 2. Aufl., Frankfurt a. M. 1983, ISBN 3-548-33036-3.
104. 1 2  Peter Longerich: Der ungeschriebene Befehl. Hitler und der Weg zur »Endlösung«. München 2001, S. 145 f., 148.
105. 1 2  Claus-Ekkehard Bärsch: Die politische Religion des Nationalsozialismus, 2., vollst. überarb. Aufl., München 2002; Ernst Piper: Alfred Rosenberg – der Prophet des Seelenkrieges. Der gläubige Nazi in der Führungselite des nationalsozialistischen Staates, in: Michael Ley/Julius H. Schoeps (Hrsg.): Der Nationalsozialismus als politische Religion. Bodenheim bei Mainz 1997.
106. 1 2 3 4  Ernst Piper: Alfred Rosenberg. Hitlers Chefideologe, München 2005, S. 592, ISBN 3-89667-148-0. (Quelle: Teilnehmerliste BArch R 6/74, Bl. 76.); Michael Wildt: Generation des Unbedingten. Das Führungskorps des Reichssicherheitshauptamtes. Hamburg 2002, S. 641. (Protokoll der Sitzung: Einsatz im „Reichskommissariat“ Ostland, 1998, S. 57 ff.); H.D Heilmann: Aus dem Kriegstagebuch des Diplomaten Otto Bräutigam. In: Götz Aly u. a. (Hrsg.): Biedermann und Schreibtischtäter. Materialien zur deutschen Täter-Biographie, Berlin 1987, S. 180 f.
107. ↑  Gerald Reitlinger: Die Endlösung. Hitlers Versuch der Ausrottung der Juden Europas 1939–1945, 7. Aufl., Berlin 1992, S. 90.
108. ↑  Zitiert in: Peter Longerich: Der ungeschriebene Befehl. Hitler und der Weg zur »Endlösung«. München 2001, S. 140.
109. 1 2  Gerald Reitlinger: Die Endlösung. Hitlers Versuch der Ausrottung der Juden Europas 1939–1945, 7. Aufl., Berlin 1992, S. 456; vgl. dazu die Entscheidung vom 23. September 1942, Longerich 2001, S. 172 f.
110. ↑  H.D Heilmann: Aus dem Kriegstagebuch des Diplomaten Otto Bräutigam. In: Götz Aly u. a. (Hrsg.): Biedermann und Schreibtischtäter. Materialien zur deutschen Täter-Biographie, Institut für Sozialforschung in Hamburg: Beiträge zur nationalsozialistischen Gesundheits- und Sozialpolitik 4, Berlin 1987, S. 175 f.
111. ↑  H.D Heilmann: Aus dem Kriegstagebuch des Diplomaten Otto Bräutigam. In: Götz Aly u. a. (Hrsg.): Biedermann und Schreibtischtäter. Materialien zur deutschen Täter-Biographie, Institut für Sozialforschung in Hamburg: Beiträge zur nationalsozialistischen Gesundheits- und Sozialpolitik 4, Berlin 1987, S. 182.
112. ↑  Zitiert in: Peter Longerich: Der ungeschriebene Befehl. Hitler und der Weg zur »Endlösung«. München 2001, S. 154.
113. ↑  Erste Verordnung zur Durchführung des Bundesrückerstattungsgesetzes benennt die Dienststelle 1965 offiziell
114. ↑  Czesław Madajczyk (Hrsg.): Vom Generalplan Ost zum Generalsiedlungsplan, München / New Providence / London / Paris 1994, S. 50 ff. (Dokument); zu Abel, Gerald Reitlinger: Die Endlösung. Hitlers Versuch der Ausrottung der Juden Europas 1939–1945, 7. Aufl., Berlin 1992, S. 41 f.
115. ↑  Robert M. W. Kempner: Eichmann und Komplizen, Zürich 1961, S. 167.
116. ↑  Alfred Rosenberg: Letzte Aufzeichnungen, Göttingen 1955, S. 149.; beachte auch die kritische Äußerung Rosenbergs gegenüber Meyer vom 17. November 1942, in: Götz Aly, 1987, S. 170.
117. ↑  Zitiert in: Der Prozess gegen die Hauptkriegsverbrecher vor dem IMG Nürnberg 14. November 1945 bis 1. Oktober 1946, Bd. XI, München/Zürich 1984, S. 593 ff.; Serge Lang/Ernst von Schenck 1947: S. 315; bruchstückhaft auch in: Heydecker/Leeb 2003: S. 522.
118. 1 2  Zitiert in: Der Prozess gegen die Hauptkriegsverbrecher vor dem IMG Nürnberg 14. November 1945 bis 1. Oktober 1946, Bd. XI, München/Zürich 1984, S. 613; Serge Lang/Ernst von Schenck 1947: S. 132, 316.
119. ↑  Werner Jochmann (Hrsg.): Adolf Hitler. Monologe im Führerhauptquartier 1941–1944, aufgezeichnet von Heinrich Heim, München 2000, S. 356 f.
120. ↑  Helmut Heiber (Hrsg.): Hitlers Lagebesprechungen, Stuttgart 1962, S. 258.
121. 1 2  Hermann Weiß (Hrsg.): Biographisches Lexikon zum Dritten Reich, Frankfurt a. M. 2002, S. 295 f.; Reitlinger 1992: S. 255.
122. ↑  Joe J. Heydecker/Johannes Leeb: Der Nürnberger Prozess. Neuausgabe, Köln 2003, S. 394 f.
123. 1 2  Dieter Schiefelbein: Das ‚Institut zur Erforschung der Judenfrage Frankfurt am Main. Vorgeschichte und Gründung 1935–1939, hrsg. in Zusammenarbeit mit dem Institut für Stadtgeschichte (Publikation des Fritz Bauer Instituts), Frankfurt a. M. 1994, S. 43. (Quelle: YIVO-Institute, NFI, 105.a, Korherr, Die Endlösung der europäischen Judenfrage, Gekürzte Fassung, 19. April 1943, S. 7.)
124. ↑  Reinhard Bollmus: Das Amt Rosenberg und seine Gegner. München 1970, S. 292. (Angegeben Quelle: Eichmann-Prozess, Dokument 203, Ph. im [Institut für Zeitgeschichte|IfZ]; Sendung „Das unheilvolle Staatsgeheimnis“, Südd. Rundfunk, 2. Programm, 11. November 1968.) (Warum Bollmus hier den Namen des Adjutanten nicht zitierte, ist unklar.)
125. ↑  Der Prozess gegen die Hauptkriegsverbrecher vor dem Internationalen Militärgerichtshof Nürnberg 14. November 1945 bis 1. Oktober 1946, Bd. V, München/Zürich 1984, S. 76; IMG 1984, Bd. XVIII: S. 111.
126. ↑  Gerald Reitlinger: Die Endlösung. Hitlers Versuch der Ausrottung der Juden Europas 1939–1945, 7. Aufl., Berlin 1992, S. 323 f.
127. ↑  Peter Longerich: Der ungeschriebene Befehl. Hitler und der Weg zur »Endlösung«. München 2001, S. 153.
128. ↑  Der Prozess gegen die Hauptkriegsverbrecher vor dem Internationalen Militärgerichtshof Nürnberg 14. November 1945 bis 1. Oktober 1946, Bd. XI, München/Zürich 1984, S. 529 ff., 626 ff.; IMG 1984, XXII: S. 615, Dokument L-221; Werner Maser: Nürnberg. Tribunal der Sieger, Düsseldorf 1988, S. 446 f.
129. ↑  Zitiert in: Peter Longerich: Der ungeschriebene Befehl. Hitler und der Weg zur »Endlösung«. München 2001, S. 190. (Quelle: IfZ München, Mikrofilm MA 315, 3945 ff, 3961.); Bradley F. Smith u. a. (Hrsg.): Heinrich Himmler, Frankfurt am Main 1974, S. 28, 193 und 276. (Quelle: T-175, Roll 93, Frames 3984-3985.); zur Teilnahme von Rosenberg, Alfred Rosenberg: Letzte Aufzeichnungen, Göttingen 1955, S. 224.
130. ↑  Gerald Reitlinger: Die Endlösung. Hitlers Versuch der Ausrottung der Juden Europas 1939–1945, 7. Aufl., Berlin 1992, S. 488; IMT 1984, Bd. XXXII: S. 159ff., PS-3319.
131. ↑  Kurt Pätzold/Manfred Weißbecker (Hrsg.): Stufen zum Galgen. Lebenswege vor den Nürnberger Urteilen, Leipzig 1999, S. 182 (Quelle: BAK, NS 30/29 und NS 8/132, Bl. 54 ff.).
132. ↑  Reinhard Bollmus: Das Amt Rosenberg. Studien zum Machtkampf im nationalsozialistischen Herrschaftssystem, Stuttgart 1970.
133. ↑  Constantin Graf Stamati: „Zur Kulturpolitik des Ostministeriums“, in: Vierteljahrshefte für Zeitgeschichte, Miszelle (1958), Heft 1, S. 85.